# James Longstreet
Pour les articles homonymes, voir Longstreet.
James Longstreet (né le 8 janvier 1821 à Edgefield et mort le 2 janvier 1904 à Gainesville) est un militaire et diplomate américain. Il est l'un des principaux généraux confédérés durant la guerre de Sécession et le principal subordonné du général Robert Lee, qui le surnommait Old War Horse (« vieux cheval de guerre »). Il sert sous le commandement de Lee en tant que commandant de corps militaire (premier corps de l'armée de Virginie du Nord) pour la plupart des batailles menées par l'armée de Virginie du Nord sur le théâtre oriental de la guerre, et brièvement avec Braxton Bragg dans l'armée du Tennessee sur le théâtre occidental de la guerre.
Après avoir obtenu son diplôme de l'Académie militaire de West Point, Longstreet sert dans l'armée américaine pendant la guerre américano-mexicaine. Il est blessé à la bataille de Chapultepec et, pendant sa convalescence, il épouse sa première femme, Louise Garland. Tout au long des années 1850, il sert dans le surveillance de la frontière dans le Sud-Ouest des États-Unis. En juin 1861, Longstreet démissionne de sa commission dans l'armée américaine et rejoint l'armée confédérée. Il commande les troupes confédérées lors d'une première victoire à la bataille de Blackburn's Ford en juillet et joue un rôle mineur lors de la première bataille de Bull Run.
Longstreet apporte une contribution significative à la plupart des grandes victoires confédérées, principalement sur le théâtre oriental en tant que l'un des principaux subordonnés de Robert Lee dans l'armée de Virginie du Nord. Il se met peu en vue à la bataille de Seven Pines en faisant accidentellement marcher ses hommes sur la mauvaise route, les faisant arriver en retard, mais joue un rôle important dans le succès confédéré de la bataille des Sept Jours à l'été 1862, où il aide à superviser des attaques répétées qui conduisent l'armée de l'Union loin de la capitale confédérée de Richmond. Longstreet mène une contre-attaque dévastatrice qui met en déroute l'armée de l'Union lors de la seconde bataille de Bull Run en août. Ses hommes tiennent bon dans des rôles défensifs à la bataille d'Antietam et à la bataille de Fredericksburg. Il ne participe pas à la victoire confédérée à la bataille de Chancellorsville, car lui et la plupart de ses soldats sont détachés lors du siège de Suffolk, relativement mineur en comparaison. Le rôle de Longstreet est plus controversé lors de la bataille de Gettysburg en juillet 1863, où il se montre ouvertement en désaccord avec Lee sur les tactiques à employer et supervise à contrecœur plusieurs attaques infructueuses contre les forces de l'Union. Par la suite, Longstreet est, à sa propre demande, envoyé sur le théâtre occidental pour combattre sous les ordres de Braxton Bragg, où ses troupes lancent un assaut féroce contre les lignes de l'Union à la bataille de Chickamauga. Par la suite, sa performance en commandement semi-autonome pendant la campagne de Knoxville aboutit à une défaite confédérée. L'action de Longstreet sur le théâtre occidental est gâchée par son rôle central dans de nombreux conflits entre généraux confédérés. Mécontents de servir sous Bragg, Longstreet et ses hommes sont renvoyés à Lee. Longstreet commande habilement les troupes lors de la bataille de la Wilderness en 1864, où il est grièvement blessé par un tir ami. Il retourne plus tard sur le terrain, servant sous les ordres de Lee lors du siège de Petersburg et de la campagne d'Appomattox.
Longstreet connaît une carrière réussie après la guerre en travaillant pour le gouvernement américain en tant que diplomate, fonctionnaire et administrateur. Son soutien au Parti républicain et sa coopération avec son ami d'avant-guerre, le président Ulysses S. Grant, ainsi que les commentaires critiques qu'il écrit sur le rôle de Lee en temps de guerre, en ont fait un anathème pour nombre de ses anciens collègues confédérés. Sa réputation dans le Sud souffre encore lorsqu'il dirige pendant la Reconstruction une milice afro-américaine contre la White League à la bataille de Liberty Place en 1874. Les auteurs notables du mouvement de la Cause perdue des États confédérés d'Amérique s'accordent sur le fait que le rôle de Longstreet à la bataille de Gettysburg est l'une des principales raisons pour lesquelles le Sud perdu la guerre de Sécession. Marié vers la fin de sa vie avec Helen Dortch Longstreet (en), cette dernière s'efforce de restaurer l'image de son mari après sa mort. Depuis la fin du XXe siècle, la réputation de Longstreet voit une lente réévaluation et de nombreux historiens de la guerre de Sécession le considèrent désormais comme l'un des commandants tactiques les plus doués de la guerre.

## Enfance

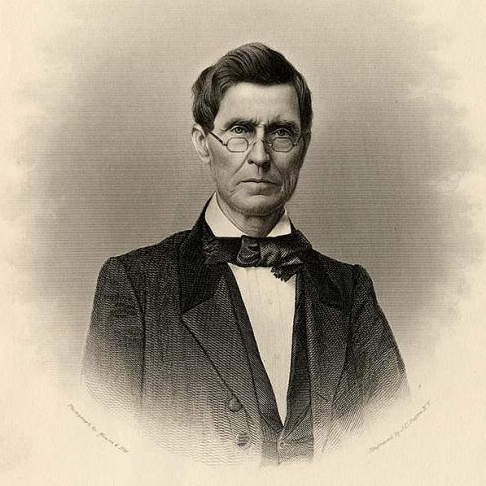
Gravure d'Augustus Baldwin Longstreet, oncle de James Longstreet et influence probable pendant son enfance.

James Longstreet est né le 8 janvier 1821 dans le district d'Edgefield, en Caroline du Sud, qui fait aujourd'hui partie de North Augusta, dans le comté d'Edgefield. Il est le cinquième enfant et le troisième fils de James Longstreet, d'origine néerlandaise et originaire du New Jersey, et de Mary Ann Dent, d'origine anglaise et originaire du Maryland. Ces derniers possèdent une plantation de coton près de l'endroit où le village de Gainesville sera plus tard fondé dans le nord-est de la Géorgie. L'ancêtre de James, Dirck Stoffels Langestraet, est un immigrant dans la colonie néerlandaise de la Nouvelle-Néerlande en 1657, mais son nom est anglicisé au fil des générations en Longstreet. Le père de James est impressionné par le caractère « rocailleux » de son fils, lui donnant le surnom de Peter, en référence à l'apôtre Pierre, et il reste connu sous le nom de Pete ou Old Pete pour le reste de sa vie,,.
Le père de Longstreet décide d'une carrière militaire pour son fils, mais estime que l'éducation locale disponible n'est pas adéquate. Ainsi, à l'âge de neuf ans, James est envoyé chez sa tante Frances Eliza et son oncle Augustus Baldwin Longstreet (en) à Augusta, en Géorgie. James passe huit ans dans la plantation de son oncle juste à l'extérieur de la ville, tout en fréquentant l'Academy of Richmond County (en). Son père meurt d'une épidémie de choléra lors d'une visite à Augusta en 1833. Bien que la mère de James et le reste de la famille déménagent à Somerville, en Alabama, après la mort de son père, James reste avec son oncle,.
Enfant, Longstreet aime nager, chasser, pêcher et monter à cheval. Il devient un adepte du tir aux armes à feu. Le nord de la Géorgie est un territoire frontalier très rural et les traditions aristocratiques du Sud ne se sont pas encore imposées. En conséquence, les manières de Longstreet sont parfois assez rudes, malgré son passé de planteur. Il s'habille simplement et utilise parfois un langage grossier, même si ce n'est pas en présence de femmes. Plus tard, Longstreet décrit sa tante et son oncle comme des personnes attentionnées et aimantes. Il ne fait aucune déclaration politique connue avant la guerre et semble s'être largement désintéressé de la politique. Mais Augustus, en tant qu'avocat, juge, rédacteur en chef de journal et pasteur méthodiste, est un fervent partisan des droits des États qui a soutenu la Caroline du Sud pendant la crise de la nullification (1828-1833), des idées auxquelles Longstreet est probablement exposé,. Augustus est également connu pour ses habitudes de boire du whisky et de jouer aux cartes à une époque où de nombreux Américains considèrent celles-ci comme immorales, et ces habitudes sont transmises à Longstreet.

## West Point et service militaire

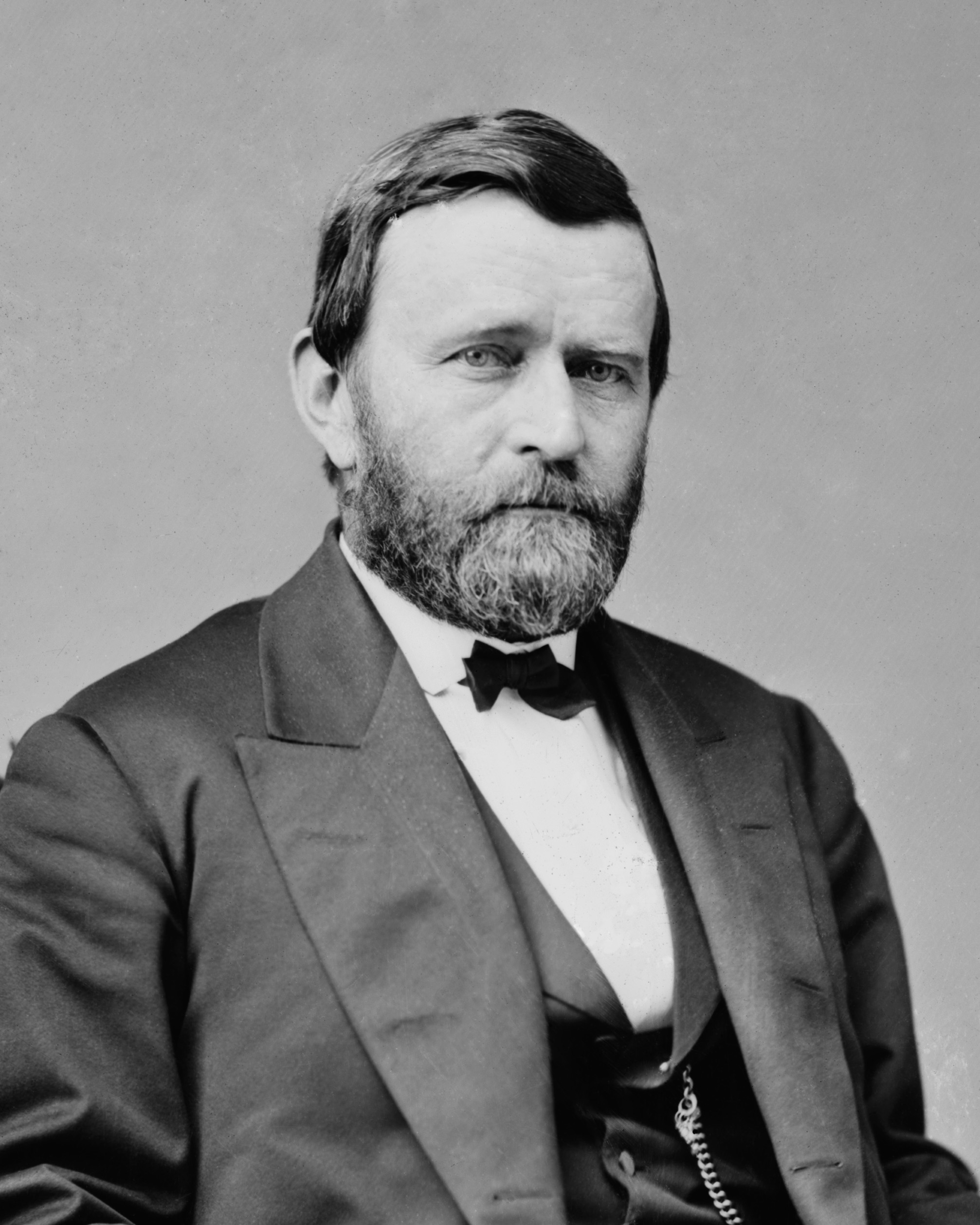
Portrait d'Ulysses S. Grant par Mathew Brady (vers 1870). Grant, camarade de promotion de Longstreet à West Point et futur commandant des armées unionistes durant la guerre de Sécession (opposées à Longstreet), deviendra après-guerre le 18e président des États-Unis.

En 1837, Augustus tente d'obtenir pour son neveu une nomination à l'Académie militaire de West Point, mais le poste prévu pour sa circonscription est déjà pourvu. Longstreet est nommé l'année suivante par un parent, Reuben Chapman, qui représente le premier district de l'Alabama où vit Mary Longstreet. Longstreet n'est pas un bon élève : de son propre aveu dans ses mémoires, il s'intéresse « davantage à l'école du soldat, à l'équitation, à l'exercice et au jeu extérieur du [football] qu'aux cours académiques ».
Longstreet se classe dans le tiers inférieur de toutes les matières pendant ses quatre années à l'académie. En janvier de sa troisième année, Longstreet échoue d'abord à son examen de mécanique, mais passe un second examen deux jours plus tard et le réussit. L'instructeur de Longstreet en quatrième année est Dennis Hart Mahan, un théoricien militaire qui met l'accent sur la rapidité des manœuvres, la protection des lignes intérieures et le positionnement des troupes dans des points stratégiques plutôt que sur la destruction pure et simple de l'armée ennemie. Bien que Longstreet obtient de faibles notes dans ce cours, il utilise des tactiques qui s'en rapprochent pendant la guerre de Sécession. Longstreet pose également des problèmes de discipline à West Point. Il accumule un grand nombre de fautes, en particulier au cours de ses deux dernières années. Parmi les infractions qu'il commet : des absences à l'appel, une chambre en désordre, des cheveux longs, des perturbations pendant les heures d'étude et la désobéissance aux ordres. Selon le biographe Jeffry D. Wert (en), « Longstreet [n'est] ni un étudiant modèle ni un gentleman ».
Longstreet est cependant populaire auprès de ses camarades de classe et se lie d'amitié avec un certain nombre d'hommes qui deviendront célèbres pendant la guerre de Sécession, notamment George Henry Thomas, William Starke Rosecrans (son camarade de chambre), John Pope, Daniel Harvey Hill, Lafayette McLaws, George Pickett et Ulysses S. Grant. Longstreet se classe 54e sur 56 cadets lorsqu'il obtient son diplôme en 1842. Il obtient une commission (via brevet) de sous-lieutenant (second lieutenant) dans l'armée américaine,,.
Après une brève permission, Longstreet est stationné pendant deux ans au 4e régiment d'infanterie en garnison aux Jefferson Barracks dans le Missouri, sous le commandement du lieutenant-colonel John Garland (en). En 1843, il est rejoint par son ami, le lieutenant Ulysses S. Grant. En 1844, Longstreet rencontre la fille de Garland et sa future première épouse Maria Louisa Garland (appelée Louise par sa famille). À peu près au même moment où Longstreet commence à faire la cour à Louise, Grant fait la cour à la cousine au quatrième degré de Longstreet, Julia Dent (Julia Grant), et ce couple finit par se marier. Longstreet assiste au mariage de Grant le 22 août 1848 à Saint-Louis, mais son rôle lors de la cérémonie n'est pas clair. Les biographes de Grant, Jean Edward Smith et Ron Chernow, affirment que Longstreet sert de garçon d'honneur,. John Y. Simon, éditeur des mémoires de Julia Grant, conclut que Longstreet « a peut-être été un garçon d'honneur », et le biographe de Longstreet, Donald Brigman Sanger, qualifie le rôle de garçon d'honneur « d'incertain » tout en notant que ni Grant ni Longstreet ne mentionne un tel rôle dans leurs mémoires.
Plus tard en 1844, le régiment, ainsi que le 3e régiment d'infanterie, est transféré au camp Salubrity près de Natchitoches, en Louisiane, dans le cadre de l'Armée d'observation sous les ordres du major général Zachary Taylor. Le 8 mars 1845, Longstreet est promu sous-lieutenant et transféré au 8e régiment d'infanterie stationné à Fort Marion (Monument national de Castillo de San Marcos) à Saint Augustine en Floride. Il passe le mois d'août en participant à la cour martiale de Pensacola. Le régiment est ensuite transféré à Corpus Christi, au Texas, où il retrouve les officiers des 3e et 4e régiments d'infanterie, dont Grant. Les hommes passent l'hiver en montant des pièces de théâtre.

## Guerre américano-mexicaine

La campagne de Winfield Scott lors de la guerre américano-mexicaine.

Longstreet sert avec distinction pendant la guerre américano-mexicaine au sein du 8e régiment d'infanterie. Il combat sous les ordres de Zachary Taylor en tant que lieutenant en mai 1846 lors des batailles de Palo Alto et du Resaca de la Palma. Il relate ces deux batailles dans ses mémoires mais n'écrit rien sur son rôle personnel dans celles-ci. Le 10 juin, Longstreet se voit confier le commandement de la compagnie A du 8e régiment d'infanterie de la deuxième division de William J. Worth. Il combat à nouveau avec l'armée de Taylor lors de la bataille de Monterrey en septembre 1846, au cours de laquelle environ 200 lanciers mexicains repoussent un groupe de soldats américains. Longstreet, commandant les compagnies A et B, mène une contre-attaque, tuant ou blessant près de la moitié des lanciers.
Le 23 février 1847, il est promu au rang de first lieutenant. Le général en chef Winfield Scott ordonne à la division de Worth de quitter l'armée de Taylor et de se placer sous son commandement direct pour participer à l'assaut de la capitale mexicaine, Mexico. La division de Worth est d'abord envoyée sur l'île de Lobos, puis navigue sur près de 290 kilomètres vers le sud jusqu'à Veracruz. Worth dirige l'armée de Scott dans son approche amphibie de la ville, où il arrive le 9 mars. Scott assiège la ville et la soumet à des bombardements réguliers. Ses habitants se rendent le 29 mars. L'armée américaine marche ensuite vers le nord en direction de la capitale. En août, Longstreet participe à la bataille de Churubusco, une bataille cruciale pendant l'approche de l'armée américaine en vue de la prise de Mexico. Le 8e régiment d'infanterie est la seule force de la division de Worth à atteindre les remblais mexicains. Longstreet porte la bannière du régiment sous le feu nourri des Mexicains. Les troupes se retrouvent toutefois coincées dans un fossé et ne peuvent escalader les défenses mexicaines qu'en s'appuyant les unes sur les autres. Au cours des violents combats au corps à corps qui s'ensuivent, les Américains l'emportent. Longstreet est promu capitaine (captain) pour son action.

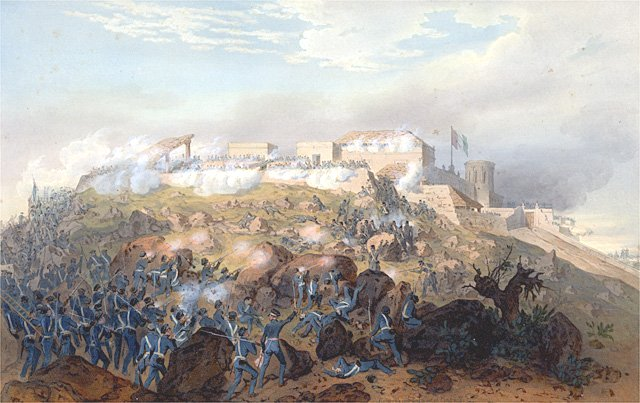
La bataille de Chapultepec (1851) de l'illustrateur Carl Nebel.

Il reçoit une promotion (via brevet) de major pour la bataille de Molino del Rey. Lors de la bataille de Chapultepec, le 12 septembre, il est blessé à la cuisse alors qu'il charge la colline avec les couleurs de son régiment. Tombant, il remet le drapeau à son ami le lieutenant Pickett, qui parvient à atteindre le sommet. La prise de la forteresse de Chapultepec entraîne la chute de Mexico,. Longstreet se rétablit dans la maison de la famille Escandón, qui soigne les soldats américains blessés. Sa blessure met du temps à guérir et il ne part qu'en décembre. Après une brève visite à sa famille, Longstreet se rend dans le Missouri pour voir Louise.

## Activités ultérieures
Après la guerre et son rétablissement, Longstreet et Louise Garland se marient officiellement le 8 mars 1848. De leur union naîtra dix enfants. Peu de choses sont connues de leur fréquentation ou de leur mariage. Longstreet la mentionne rarement dans ses mémoires et ne révèle jamais aucun détail personnel. Aucune correspondance entre eux deux n'a été conservée. La plupart des anecdotes sur leur relation proviennent ainsi des écrits de la seconde épouse de Longstreet, Helen Dortch Longstreet (en). Le romancier Ben Ames Williams (en), un descendant de Longstreet, inclus ce dernier en tant que personnage mineur dans deux de ses romans. Williams a interrogé les enfants et petits-enfants survivants de Longstreet et le dépeint comme un père de famille dévoué, au mariage exceptionnellement heureux.

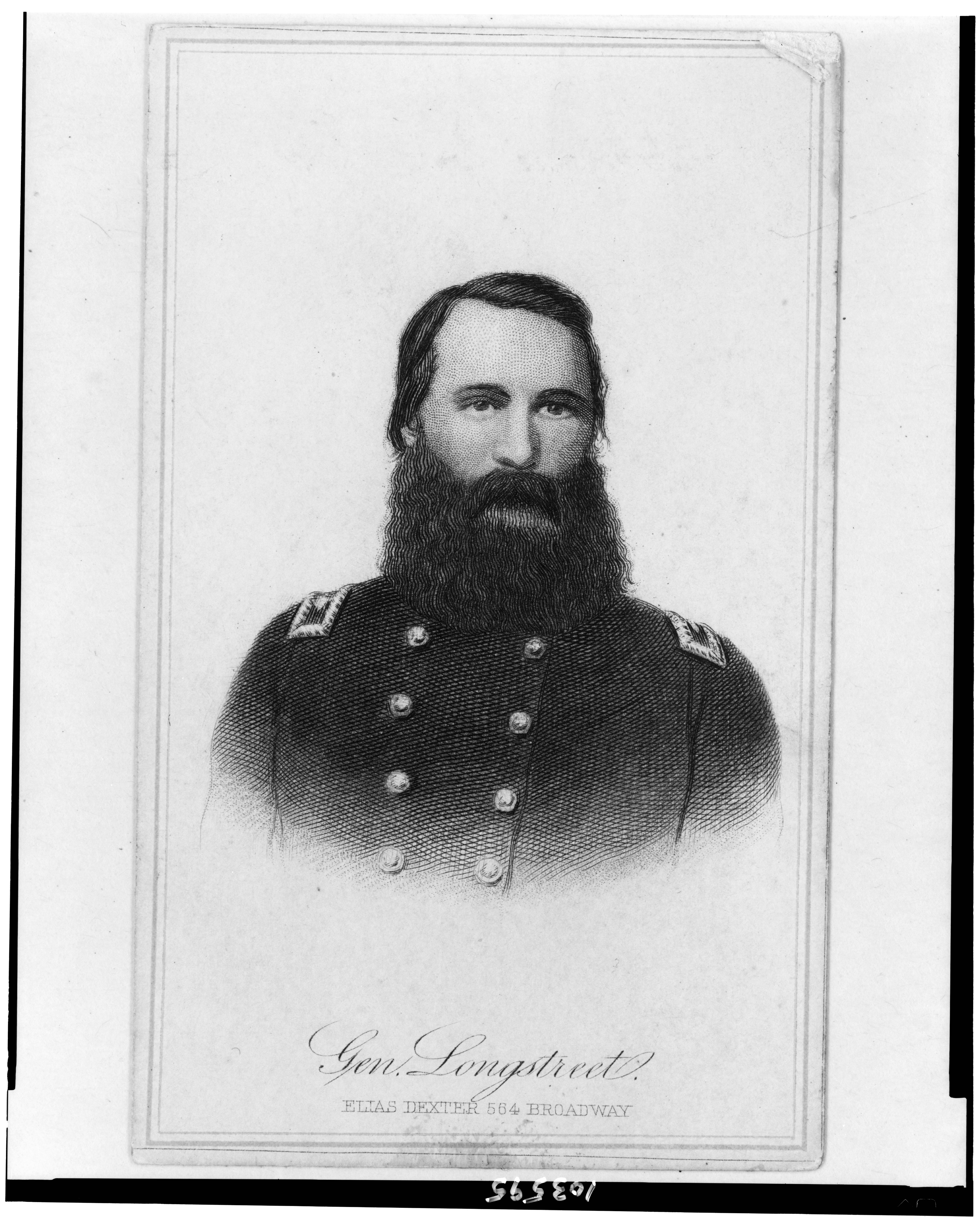
Portrait de Longstreet en uniforme avant la guerre de Sécession (Antebellum South).

Longstreet sert ensuite plusieurs mois dans des activités de recrutement à Poughkeepsie, dans l'État de New York. Après s'être rendus à Saint-Louis pour le mariage de Grant, Longstreet et son épouse s'installent aux Carlisle Barracks, en Pennsylvanie. Le 1er janvier 1850, il est nommé commissaire en chef du département du Texas, c'est-à-dire responsable de l'acquisition et de la distribution de la nourriture aux soldats et aux animaux du département. Le poste est complexe et consiste principalement en de la paperasserie, bien qu'il lui permette d'acquérir de l'expérience dans le travail administratif militaire. En juin, espérant une promotion et un revenu supérieur à son salaire de 40 dollars par mois pour subvenir aux besoins de sa famille grandissante, Longstreet demande son transfert dans la cavalerie, mais sa demande est rejetée. Il démissionne de son poste d'intendant en mars 1851 et retourne dans le 8e régiment d'infanterie. Longstreet est affecté sur la frontière du Texas, au Fort Martin Scott près de Fredericksburg. L'objectif premier de l'armée au Texas est de protéger les communautés frontalières contre les Indiens et Longstreet participe fréquemment à des missions de reconnaissance contre les Comanches. Sa famille étant restée à San Antonio, il la voit toutefois régulièrement. En 1854, il est transféré à Fort Bliss à El Paso, et Louise et les enfants emménagent avec lui. En 1855, Longstreet participe aux combats contre les Mescaleros (Apaches). Il prend le commandement de la garnison de Fort Bliss à deux reprises entre le printemps 1856 et le printemps 1858. La petite taille de la garnison permet une socialisation facile avec la population locale, et l'emplacement du fort permet de rendre visite aux parents de Louise à Santa Fe, au Nouveau-Mexique. Longstreet effectue des missions de reconnaissance sur cette période,.
Le 29 mars 1858, Longstreet écrit au bureau de l'adjudant général à Washington, demandant à être affecté au recrutement dans l'Est des États-Unis, ce qui lui permettrait de mieux éduquer ses enfants que sur la frontière. Il obtient un congé de six mois, mais sa demande d'affectation dans l'Est est rejetée et il est affecté au poste de major et de trésorier (paymaster) du 8e régiment d'infanterie à Leavenworth, au Kansas. Il laisse son fils Garland dans une école à Yonkers, dans l'État de New York, avant de se rendre au Kansas. En chemin, Longstreet rencontre son vieil ami Grant à Saint-Louis, dans le Missouri. Après environ un an à Leavenworth, il est transféré au département du colonel Garland à Albuquerque, au Nouveau-Mexique, pour servir de nouveau de trésorier, et il est rejoint par Louise et leurs enfants,.
Les connaissances sur la vie de Longstreet avant la guerre sont extrêmement limitées. Son expérience ressemble à celle de nombreux généraux de la guerre de Sécession dans la mesure où il va à l'Académie militaire de West Point, sert avec distinction dans la guerre américano-mexicaine et poursuit sa carrière dans l'armée en temps de paix dans les années 1850. Mais au-delà de cela, il y a peu de détails. Il n'a pas laissé de journal et ses longs mémoires se concentrent presque entièrement sur le récit et la défense de son passé militaire pendant la guerre de Sécession. Ils ne révèlent que peu de choses sur sa vie privée et ne donnent qu'un aperçu très succinct de ses activités d'avant-guerre. Un incendie en 1889 détruit ses papiers personnels, si bien que le nombre de lettres privées avant guerre écrites par Longstreet « se compte sur les doigts d'une main ».

## Guerre de Sécession

### Adhésion à la Confédération et premières hostilités

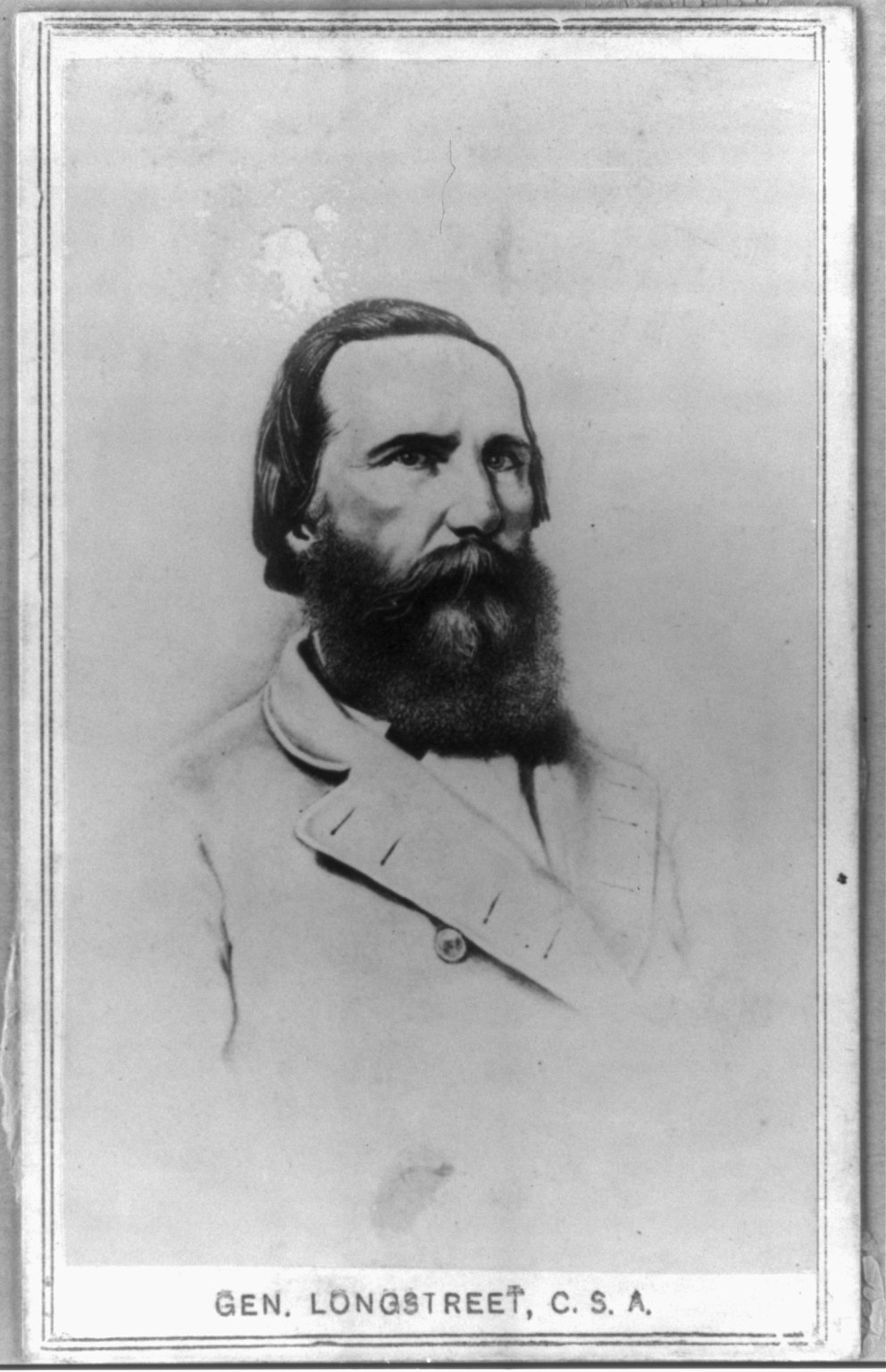
Portrait dessiné de Longstreet comme militaire Confédéré.

Au début de la guerre de Sécession, Longstreet est trésorier (paymaster) de l'armée américaine et est stationné à Albuquerque. Après la nouvelle de la bataille de Fort Sumter, il se joint à ses compatriotes originaire d'États du Sud des États-Unis pour quitter le poste. Dans ses mémoires, Longstreet parle d'un « triste jour » et raconte qu'un certain nombre d'officiers originaire d'États du Nord des États-Unis tentent de le persuader de ne pas partir. Il écrit qu'il demande à l'un d'entre eux « quelle attitude il adopterait si son État adoptait des ordonnances de sécession et l'appelait à le défendre ». Ce dernier avouant qu'il « obéirait à cet appel ».
Longstreet n'est pas enthousiaste à l'idée d'une sécession de l'Union, mais il est depuis longtemps imprégné du concept des droits des États et estime qu'il ne peut aller à l'encontre de sa patrie. Bien qu'il soit né en Caroline du Sud et ait été élevé en Géorgie, il offre ses services à l'Alabama, qui l'a nommé à West Point et où sa mère vit toujours. Après avoir réglé ses comptes, il présente sa lettre de démission de l'armée américaine le 9 mai 1861 avec l'intention de rejoindre la Confédération. Il a déjà accepté une commission de lieutenant-colonel dans l'armée des États confédérés le 1er mai. Sa démission de l'armée américaine est acceptée le 1er juin.
Longstreet arrive à Richmond, en Virginie, avec sa nouvelle commission. Il rencontre le président confédéré Jefferson Davis le 22 juin 1861 où il est informé qu'il est nommé brigadier général en date du 17 juin, une commission qu'il accepte le 25 juin. Il reçoit l'ordre de se présenter au brigadier général Pierre Gustave Toutant de Beauregard à Manassas où il se voit confier le commandement d'une brigade de trois régiments de Virginie — les 1er, 11e et 17e régiments d'infanterie de Virginie — au sein de l'armée confédérée du Potomac.
Longstreet rassemble son état-major et entraîne sa brigade sans relâche. Le 16 juillet, le brigadier général de l'Union Irvin McDowell commence à faire marcher son armée vers Manassas Junction, un lieu-dit de Manassas. La brigade de Longstreet se bat pour la première fois à la bataille de Blackburn's Ford le 18 juillet, lorsqu'elle entre en contact avec la division avancée de McDowell sous les ordres du brigadier général Daniel Tyler, se heurtant plus fortement à la brigade d'Israel Bush Richardson,. Une charge d'infanterie repousse les hommes de Longstreet et, selon ses propres termes, Longstreet « chevaucha, sabre en main, vers les colonnes de tête, déterminé à leur donner tout ce qu'il y avait dans le sabre et les talons de mon cheval, ou à arrêter la rupture ». La brigade du colonel Jubal Anderson Early arrive en renfort de Longstreet. L'un des régiments d'Early, le 7e régiment d'infanterie de Virginie, tire une salve alors que Longstreet se trouve encore devant sa position, le forçant à sauter à la hâte de son cheval. Face au regain de force des Confédérés, la gauche de l'Union vacille. Tyler se retire, recevant l'ordre de ne pas provoquer d'engagement général,.
La bataille précède la première bataille de Bull Run. Lorsque l'attaque principale se produit à l'autre extrémité du champ de bataille le 21 juillet, la brigade de Longstreet endure des tirs d'artillerie pendant neuf heures mais ne joue qu'un rôle mineur dans les combats,. Entre 5 et 6 heures du soir, Longstreet reçoit un ordre du brigadier général Joseph E. Johnston lui enjoignant de prendre part à la poursuite des troupes fédérales, qui sont vaincues et fuient le champ de bataille. Il obéit, mais lorsqu'il rencontre la brigade du brigadier général Milledge Luke Bonham, ce dernier, plus gradé que Longstreet, lui ordonne de battre en retraite. Le même ordre arrive bientôt de Johnston. Longstreet est furieux que ses commandants n'autorisent pas une poursuite vigoureuse de l'armée de l'Union vaincue. Son chef d'état-major, Gilbert Moxley Sorrel, rapporte qu'il est « dans une belle colère » et qu'il « jette furieusement son chapeau sur le sol », tout en « trépignant […] [des] mots amers lui échappèrent ». Il cite également dans l'incompréhension de Longstreet ce dernier déclarant : « [Battre en retraite [?] […] L'armée fédérale s'est brisée en morceaux ».

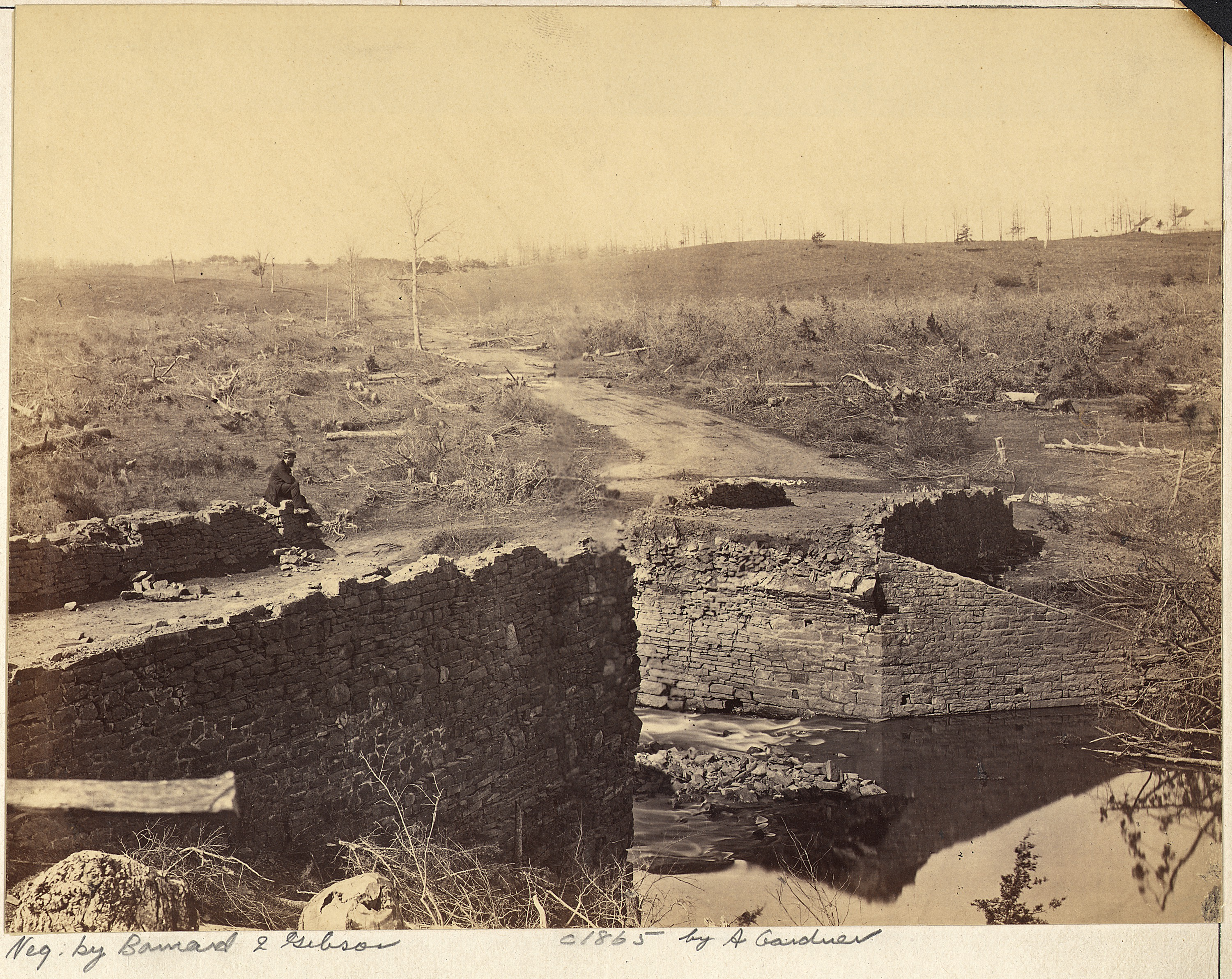
Ruines du pont de pierre lors de la première bataille de Bull Run, photographié par George N. Barnard vers 1865.

Le 7 octobre, Longstreet est promu major général et prend le commandement d'une division de l'Armée de Virginie du Nord, nouvellement réorganisée — formée à partir de l'ancienne Armée du Potomac et de l'Armée de la Shenandoah — et rebaptisée sous le commandement de Johnston. Ainsi quatre brigades d'infanterie sont désormais commandées par les généraux Daniel Harvey Hill, David Rumph Jones, Milledge Luke Bonham et Louis Wigfall, ainsi que l'Hampton's Legion, commandée par Wade Hampton III.

### Tragédie familiale
Le 10 janvier 1862, Longstreet se rend sous les ordres de Johnston à Richmond pour discuter avec Davis de la création d'un programme de conscription. Il passe une grande partie de la période intermédiaire avec Louise et leurs enfants, et est de retour au quartier général de l'armée à Centreville le 20 janvier. Un jour ou deux plus tard, il reçoit un télégramme l'informant que ses quatre enfants sont extrêmement malades à la suite d'une épidémie de scarlatine. Longstreet retourne immédiatement en ville.
Longstreet arrive à Richmond avant la mort de sa fille Mary Anne, âgée d'un an, le 25 janvier. James, âgé de quatre ans, meurt le lendemain. Augustus Baldwin (« Gus »), âgé de onze ans, meurt le 1er février. Son fils Garland, âgé de treize ans, reste malade mais semble hors de danger. George Pickett et sa future épouse LaSalle Corbell (en) accompagnent les Longstreet tout au long de l'épreuve. Ils organisent les funérailles et les enterrements, auxquels, pour des raisons inconnues, ni Longstreet ni sa femme n'assistent. Longstreet retourne dans l'armée le 5 février. Il retourne précipitamment à Richmond plus tard dans le mois lorsque l'état de Garland s'aggrave, mais revient après son rétablissement. Les pertes sont dévastatrices pour Longstreet et il se replie sur lui-même, tant sur le plan personnel que sur le plan social. En 1861, si son quartier général était connu pour ses fêtes, ses beuveries et ses parties de poker ; après son retour, la vie sociale du quartier général devient plus sombre pendant un certain temps. Il boit rarement et sa dévotion religieuse augmente,.

### Campagne de la Péninsule
Au printemps, le major général George McClellan, commandant de l'armée du Potomac dans l'Union, lance la campagne de la Péninsule dans l'intention de capturer la capitale confédérée de Richmond. Dans ses mémoires, Longstreet écrit qu'alors qu'il assure le commandement temporaire de l'armée confédérée, il propose à Thomas Jonathan Jackson (« Stonewall Jackson ») de marcher jusqu'à lui dans la vallée de Shenandoah pour combiner leurs forces. Aucune preuve ne confirme toutefois cette affirmation,.
Après le retard de l'offensive de l'Union contre Richmond lors du siège de Yorktown, Joseph E. Johnston supervise un repli tactique vers la périphérie de Richmond, où des défenses sont déjà en place. La division de Longstreet forme l'arrière-garde, qui est fortement engagée dans la bataille de Williamsburg le 5 mai. Là, les troupes de l'Union, à commencer par la division de Joseph Hooker du IIIe corps de l'Union commandé par Samuel Peter Heintzelman, sortent d'une forêt pour attaquer les hommes de Longstreet. Pour protéger les chariots de ravitaillement de l'armée, Longstreet lance une contre-attaque avec les brigades de Cadmus Marcellus Wilcox, Ambrose Powell Hill, George Pickett, Raleigh E. Colston (en) et deux autres régiments. L'assaut fait reculer les soldats de l'Union. Estimant que le terrain qu'il occupe est intenable, Longstreet demande des renforts à la division de Daniel Harvey Hill située un peu plus haut sur la route et reçoit la brigade de Jubal Anderson Early, à laquelle s'ajoute plus tard la division entière,. Early lance alors une attaque infructueuse — et sanglante — bien après que les chariots soient déjà évacués en toute sécurité. Dans l'ensemble, la bataille est un succès, protégeant le passage des chariots de ravitaillement confédérés et retardant l'avancée de l'armée de McClellan vers Richmond. La bataille permet aux Confédérés au passage de s'emparer de quatre canons mais McClellan qualifie inexactement la bataille de victoire de l'Union dans une dépêche à Washington,.

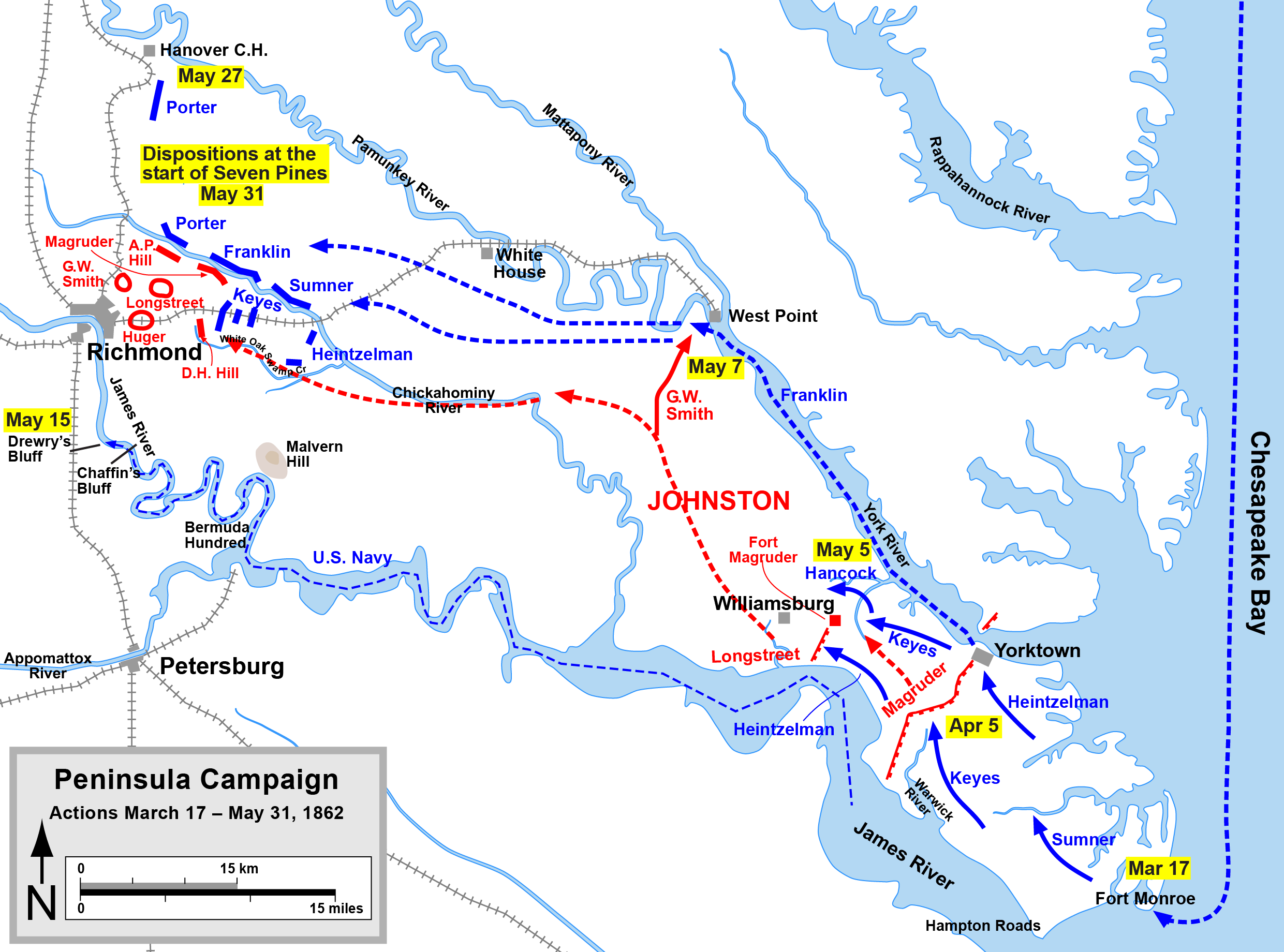
Carte des événements durant la campagne de la Péninsule jusqu'à la bataille de Seven Pines.

Le 31 mai, lors de la bataille de Seven Pines, Longstreet reçoit ses ordres verbalement de Johnston, mais les mémorise apparemment mal. Il fait marcher ses hommes dans la mauvaise direction, sur la mauvaise route, provoquant la confusion avec les autres unités confédérées, ce qui dilue l'effet de la contre-attaque confédérée contre McClellan. Il se dispute ensuite avec le major général Benjamin Huger pour savoir qui a le plus d'ancienneté, ce qui provoque un retard important. Lorsque Daniel Harvey Hill demande ensuite des renforts à Longstreet, celui-ci s'exécute, mais ne parvient pas à coordonner correctement ses brigades. Seule une des brigades de Longstreet et aucune de celles de Huger n'atteignent le champ de bataille. En fin de journée, le major général de l'Union Edwin Vose Sumner traverse la rivière Chickahominy gonflée par la pluie avec deux divisions. Le général Johnston est blessé au cours de la bataille. Bien que Johnston ait préféré Longstreet pour le remplacer, le commandement de l'armée de Virginie du Nord passe à Gustavus Woodson Smith, le major général le plus ancien, pour une seule journée. Le 1er juin, la division d'Israel Bush Richardson du IIe corps (celui de Sumner) engage les hommes de Longstreet, mettant en déroute la brigade de Lewis Addison Armistead, mais les brigades de George Pickett, William Mahone et Roger Atkinson Pryor positionnées dans les bois parviennent à la retenir. Après six heures de combat, la bataille se solde par un match nul. Johnston fait l'éloge de la performance de Longstreet dans la bataille mais le biographe William Garrett Piston considère cela comme « le point le plus bas de la carrière militaire de Longstreet ». Le rapport de Longstreet blâme injustement Huger pour les problèmes. Le 1er juin, le conseiller militaire du président confédéré, Robert Lee, prend le commandement de l'Armée de Virginie du Nord. Dans ses mémoires, Longstreet laisse entendre qu'il a d'abord douté de la capacité de Lee à commander. Il écrit que son arrivée est « loin de réconcilier les troupes avec la perte de notre chef bien-aimé, Joseph E. Johnston ». Il ajoute que Lee n'a pas une grande réputation au moment où il prend le commandement et qu'il y a donc des « doutes » quant au « pouvoir et à la compétence de Lee pour le service sur le terrain ».
Fin juin, Lee organise un plan pour éloigner l'armée de McClellan de la capitale confédérée, ce qui aboutit à la bataille des Sept Jours. Le 27 juin à l'aube, à la bataille de Gaines's Mill, l'armée confédérée attaque le Ve corps de l'armée de l'Union sous les ordres du brigadier général Fitz John Porter, positionné au nord de la rivière Chickahominy sur le flanc droit de McClellan. Les troupes fédérales tiennent leurs lignes pendant la majeure partie de la journée face aux attaques des divisions d'Ambrose Powell Hill et de Daniel Harvey Hill, et Thomas Jonathan Jackson n'arrive que dans l'après-midi. Vers dix-sept heures, Longstreet reçoit l'ordre de Lee de rejoindre la bataille. Les brigades « fraîches » de Longstreet sous les ordres de George Pickett et de Richard H. Anderson, accompagnées des brigades du brigadier général John Bell Hood et du colonel Evander M. Law de la division de William Whiting, chargent les lignes de l'Union, les forçant à battre en retraite à travers la Chickahominy,,. Longstreet est à nouveau engagé le 30 juin avec environ 20 000 hommes à la bataille de Glendale. Il s'écarte de sa stratégie habituelle consistant à placer les troupes sur plusieurs lignes et les étale au contraire, ce qui, de l'avis de certains historiens militaires, lui coûte la victoire. La lenteur des autres commandants confédérés ne fait que nuire à ses efforts, et McClellan peut retirer son armée sur le haut plateau de Malvern Hill (en). Jackson, engagé dans la bataille de White Oak Swamp, ignore les rapports sur les moyens de traverser le marais et refuse de répondre à une demande de John Fairfax, officier de l'état-major de Longstreet. L'avance de Huger est suffisamment lente pour permettre aux troupes fédérales de se déplacer d'une position défensive à celle offensive sur Longstreet, et Theophilus Hunter Holmes n'est pas non plus à la hauteur. Près de 50 000 soldats confédérés se trouvent à quelques kilomètres du champ de bataille de Glendale et n'apportent ainsi que peu ou pas d'aide. Lors d'une reconnaissance dans la soirée du 30 juin, Longstreet signale à Lee que les conditions sont suffisamment favorables pour justifier un assaut. Le lendemain, lors de la bataille de Malvern Hill, Longstreet remet à John B. Magruder la division entière d'Ambrose Powell Hill et fait marcher ses troupes restantes vers les positions de l'Union à l'extrême droite des Confédérés. Ses hommes sont exposés aux tirs des troupes de McClellan sur leurs flancs et sont contraints de se replier sans succès.
Tout au long de la bataille des Sept Jours, Longstreet assure le commandement opérationnel de près de la moitié de l'armée de Lee — 15 brigades — qui repousse McClellan dans la péninsule. Longstreet se montre agressif et se comporte avec réussite dans son nouveau commandement, particulièrement à Gaines's Mill et Glendale. L'armée de Lee est toutefois gênée par ses mauvaises cartes des lieux, des défauts d'organisation et de faibles performances des pairs de Longstreet, y compris, de manière non caractéristique, Thomas Jonathan Jackson, et n'est pas en mesure de détruire l'armée de l'Union,,. Moxley Sorrel écrit sur la confiance et le calme de Longstreet dans la bataille : « Il était comme un roc de stabilité alors que parfois, dans la bataille, le monde semblait voler en éclats ». Le général Lee déclare peu après la bataille des Sept Jours : « Longstreet était le bâton dans ma main droite ». Longstreet est établi comme principal lieutenant de Lee. Lee réorganise l'Armée de Virginie du Nord après la bataille, augmentant le commandement de Longstreet de six brigades à vingt-huit. Longstreet prend le commandement de l'aile droite (connue plus tard sous le nom de Premier corps de l'armée de Virginie du Nord) et Jackson reçoit le commandement de l'aile gauche. Au fil du temps, Lee et Longstreet deviennent de bons amis et établissent leurs quartiers généraux à proximité l'un de l'autre. Bien que partageant avec Jackson une croyance en la tempérance ainsi qu'une profonde conviction religieuse, Lee ne développe jamais une amitié aussi forte avec lui. L'auteur William Garrett Piston suppose que l'atmosphère plus détendue du quartier général de Longstreet, qui inclut le jeu et la boisson, permet à Lee de se détendre et de ne plus penser à la guerre, et lui rappelle les jours heureux de sa jeunesse.
Après la campagne, un éditorial paraît dans le Richmond Examiner (en) affirmant de manière inexacte que la bataille de Glendale « a été livrée exclusivement par le général [Ambrose Powell] Hill et les forces sous son commandement ». Longstreet rédige une lettre réfutant l'article, qui est publiée dans le Richmond Whig. Hill s'offusque et demande que sa division soit transférée hors du commandement de Longstreet. Longstreet accepte, mais Lee ne prend aucune mesure. Ensuite, Hill refuse d'accéder aux demandes répétées d'informations de Longstreet et est finalement arrêté sur ordre de Longstreet. Il défie Longstreet en duel. Longstreet accepte, mais Lee intervient et transfère la division de Hill sous le commandement de Jackson.

### Seconde bataille de Bull Run

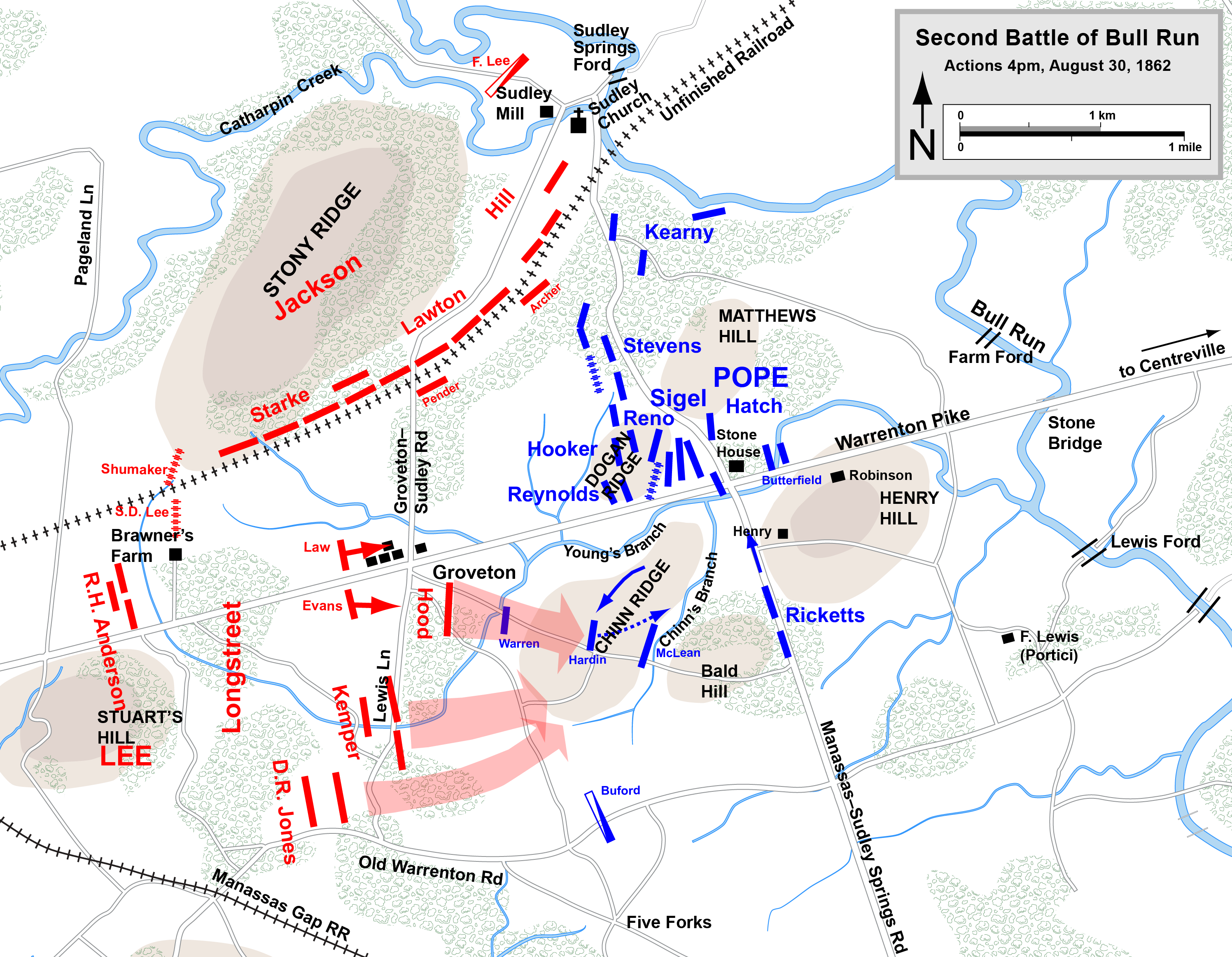
Seconde bataille de Bull Run : situation au 30 août à au débutde l'attaque de Longstreet.

Les réputations militaires des commandants de corps de Lee sont souvent caractérisées par le fait que « Stonewall » Jackson représente la composante audacieuse et offensive de l'armée de Lee, tandis que Longstreet préconise et exécute plus typiquement des stratégies et des tactiques défensives fortes. L'auteur Jeffrey D. Wert décrit Jackson comme le marteau et Longstreet comme l'enclume de l'armée. Dans la première partie de la campagne de Virginie Septentrionale en août 1862, ce stéréotype s'est vérifié, sauf lors de la bataille décisive. En juin, le gouvernement fédéral créé l'Armée de Virginie, forte de 50 000 hommes, et en confie le commandement au major général John Pope, qui se dirige vers le sud pour tenter d'attaquer Lee et de menacer Richmond par le biais d'une marche terrestre. Lee laisse Longstreet près de Richmond pour garder la ville et envoie Jackson pour entraver l'avancée de Pope. Jackson remporte alors une victoire majeure à la bataille de Cedar Mountain. Après avoir appris que George McClellan envoie des troupes au nord pour aider Pope, Lee ordonne à Longstreet de se rendre également au nord, ne laissant que trois divisions sous les ordres de Gustavus Woodson Smith pour protéger Richmond contre les forces réduites de McClellan. Les hommes de Longstreet commencent leur marche le 17 août, aidés par la cavalerie de James Ewell Brown Stuart. Le 23 août, Longstreet engage la position de Pope dans un duel d'artillerie mineur lors de la première bataille de Rappahannock Station. L'artillerie confédérée du 141e régiment d'artillerie de campagne (en) est fortement endommagée et un obus de l'Union qui tombe à quelques mètres de Longstreet et de Cadmus Marcellus Wilcox, mais n'explose pas. Pendant ce temps, la cavalerie de Stuart contourne l'armée de Virginie et capture des centaines de soldats et de chevaux ainsi que des effets personnels de Pope.
Jackson exécute une vaste manœuvre de flanc qui lui permet de capturer le principal dépôt de ravitaillement de Pope. Il place son corps à l'arrière de l'armée de Pope, mais prend ensuite une position défensive pour « inviter » Pope à l'attaquer. Les 28 et 29 août débute la seconde bataille de Bull Run, et Pope pilonne Jackson tandis que Longstreet et le reste de l'armée marchent depuis l'ouest, à travers le lieu-dit de Thoroughfare Gap, pour atteindre le champ de bataille. Dans l'après-midi du 28, Longstreet engage une division fédérale de 5 000 hommes sous les ordres de James Brewerton Ricketts à la bataille de Thoroughfare Gap. Ricketts a reçu l'ordre de retarder la marche de Longstreet vers le gros de l'armée confédérée, mais il prend position trop tard, permettant à la brigade de George T. Anderson d'occuper les hauteurs. Lee et Longstreet observent ensemble la bataille et décident d'attaquer le flanc de la position de l'Union. La division de John Bell Hood et une brigade sous les ordres de Henry L. Benning avancent vers la brèche depuis le nord et le sud, respectivement, tandis que la division de Wilcox suit dans une marche vers le nord. Ricketts se rend compte que sa position est intenable et se retire le soir même, permettant à Longstreet de rejoindre le reste de l'armée de Lee. Les critiques d'après-guerre à l'égard de Longstreet affirment qu'il a fait marcher ses hommes trop lentement, laissant Jackson supporter le gros des combats pendant deux jours, mais ils ont parcouru environ 50 kilomètres en un peu plus de 24 heures et Lee n'a pas tenté de concentrer son armée plus rapidement.

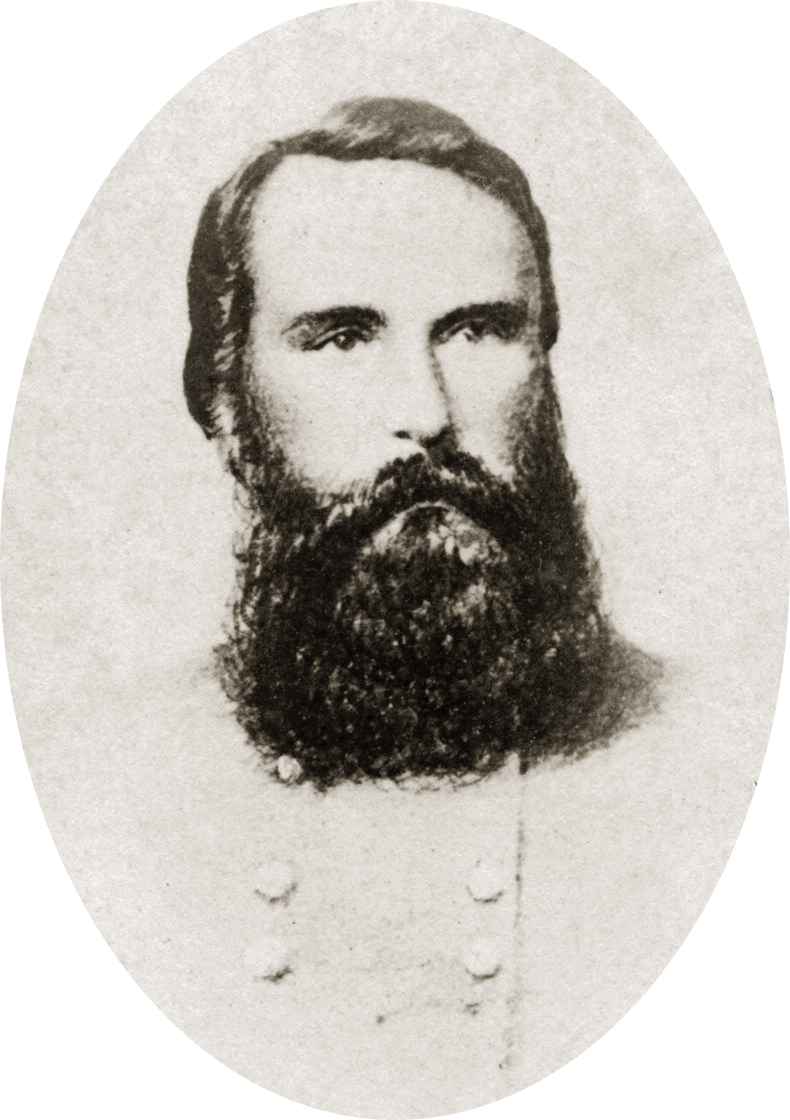
Portrait de Longstreet vers 1862.

Lorsque les hommes de Longstreet arrivent sur le terrain vers midi le 29 août, Lee planifie une attaque de flanc contre l'armée de l'Union, qui concentre son attention sur Jackson. Longstreet refuse trois propositions de Lee l'incitant à attaquer, recommandant plutôt une reconnaissance afin d'étudier le terrain devant lui. Cette reconnaissance confirme la présence du Ve corps de Fitz John Porter devant ses lignes. À 18 h 30, la division de Hood avance contre Porter et repousse les soldats qu'elle rencontre, mais elle doit se retirer dans la nuit car elle avance trop loin devant les lignes principales. Malgré la victoire écrasante qui s'ensuit, Longstreet est finalement critiqué pour sa lenteur, sa réticence à attaquer et sa désobéissance au général Lee,,. Le biographe de Lee, Douglas Southall Freeman, écrit : « Les graines d'une grande partie du désastre de Gettysburg furent semées à cet instant […] lorsque Lee céda à Longstreet et que Longstreet découvrit qu'il le ferait ». Wert conteste cette conclusion, soulignant que dans une lettre d'après-guerre à Longstreet, Porter lui dit que s'il l'avait attaqué ce jour-là, la perte de Longstreet « aurait été énorme ».
Malgré cette critique, le jour suivant est, selon Wert, l'une des meilleures performances de Longstreet pendant la guerre. Après ses attaques du 29, Pope en vient à croire, avec peu de preuves, que Jackson bat en retraite. Il ordonne à un Porter réticent de poursuivre sa manœuvre, et son corps entre en collision avec les hommes de Jackson et subit de lourdes pertes. L'attaque expose le flanc gauche de l'Union et Longstreet en profite pour lancer un assaut massif sur ce flanc de l'Union avec plus de 25 000 hommes. Pendant plus de quatre heures, ils « frappèrent comme un marteau géant », Longstreet dirigeant activement les tirs d'artillerie et envoyant des brigades dans la mêlée. Longstreet et Lee sont ensemble pendant l'assaut et tous deux subissent les tirs de l'artillerie de l'Union. Bien que les troupes de l'Union aient mis en place une défense acharnée, l'armée de Pope est forcée de battre en retraite d'une manière similaire à la défaite embarrassante de l'Union comme lors de la première bataille de Bull Run, qui s'est déroulée à peu près sur le même champ de bataille,. Longstreet donne le crédit de la victoire à Lee, décrivant la campagne comme « intelligente et brillante ». Elle établit un modèle stratégique qu'il juge idéal : l'utilisation de tactiques défensives dans le cadre d'une offensive stratégique. Le 1er septembre, le corps de Jackson se déplace pour couper la retraite de l'Union lors de la bataille de Chantilly. Les hommes de Longstreet restent sur le terrain pour faire croire à Pope que toute l'armée de Lee est encore sur son front.

### Bataille d'Antietam
Après le succès confédéré à la seconde bataille de Bull Run, Lee, qui détient l'initiative stratégique, décide de porter la guerre dans le Maryland afin de soulager la Virginie et d'inciter les nations étrangères à venir en aide aux Confédérés. Longstreet soutient ce plan et dit dans ses mémoires : « La situation exigeait une action […] et il n'y avait qu'une seule ouverture : à travers le Potomac »,. Ses hommes traversent le Maryland le 6 septembre et arrivent à Frederick le lendemain, commençant ainsi la campagne du Maryland. Lors de la bataille d'Antietam le 17 septembre, plutôt que d'engager ses forces en une seule fois, George McClellan lance une série d'attaques partielles sur les troupes confédérées à différents endroits tout au long de la journée tout en gardant une grande partie de ses troupes, y compris l'ensemble du Ve corps en réserve. À l'aube, la division de John Bell Hood sur la gauche confédérée est repoussée par un assaut des corps de Joseph Hooker et de Joseph K. Mansfield jusqu'à ce qu'ils soient renforcés par des hommes du commandement de Thomas Jonathan Jackson. D'autres troupes des deux camps affluent bientôt dans les combats, qui font rage pendant trois heures,. Au centre du champ de bataille, la division de Daniel Harvey Hill défend une position d'environ 550 mètres dominée par un chemin de charrettes creusé. La position est naturellement forte, d'autant plus que des morceaux de bois d'une clôture en bois sont empilées au sommet du fossé, et les hommes de Hill repoussent fermement deux charges successives des divisions de l'Union de William H. French et d'Israel Bush Richardson. Hill subit des pertes importantes et Longstreet envoie la division de Richard Heron Anderson, composée de 3 500 hommes, en renfort. Anderson est blessé et remplacé par Roger Atkinson Pryor. À la demande de Pryor, Longstreet envoie un soutien d'artillerie en réponse aux tirs des canons de l'Union sur les Confédérés qui se trouvent sur la route depuis l'autre côté de l'Antietam Creek. Il ordonne également un mouvement de flanc d'environ 900 soldats répartis dans plusieurs régiments et dirigés par le colonel John Rogers Cooke (en). Les troupes de l'Union arrêtent l'avancée de Cooke. Un combat intense s'ensuit et Cooke se retire après avoir épuisé ses munitions. Un ordre erroné permet aux troupes de l'Union d'ouvrir une brèche dans la position confédérée au niveau du chemin, mais les lignes confédérées sont stabilisées.
À ce moment de l'après-midi, les combats cessent en grande partie, sauf sur la droite confédérée. L'aile gauche de l'Union, sous les ordres du major général Ambrose Burnside, tente de franchir l'Antietam Creek à l'endroit appelé Burnside's Bridge (en), tandis que la division confédérée de David Rumph Jones, dirigée par la brigade du brigadier général Robert Toombs, défend les hauteurs situées à l'ouest de la rivière. Pendant des heures, les troupes de l'Union tentent de traverser la rivière et échouent à cinq reprises,,. Finalement, à 16 h, une manœuvre de flanc oblige Toombs à se retirer. Après le nouvel engagement, le reste de la division de Jones est contraint de céder, et les hommes de Burnside occupent la crête surplombant la rivière avant de presser leur avantage. Leur progression est stoppée par l'arrivée de la division d'Ambrose Powell Hill, sous les ordres de Thomas Jonathan Jackson, en provenance de Harpers Ferry. Des combats s'ensuivent dans la ville de Sharpsburg jusqu'à ce que Burnside retire ses hommes au crépuscule. Les Confédérés poursuivent leur ennemi mais s'arrêtent lorsque les troupes en retraite se retrouvent sous la protection d'une batterie sur la rive opposée du cours d'eau, mettant fin à la bataille d'Antietam après 18 h de combat,,. À la fin de cette journée — la plus sanglante de la guerre de Sécession — Lee salue son subordonné en disant : « Ah ! Voici Longstreet ; voici mon « vieux cheval de bataille » ! ». Lee tient bon à Antietam jusqu'au soir du 18 septembre, date à laquelle il retire son armée du champ de bataille et la ramène de l'autre côté du Potomac, en Virginie,. Le 9 octobre, quelques semaines après Antietam, Longstreet est promu lieutenant général. Lee s'arrange pour que la promotion de Longstreet soit datée d'un jour plus tôt que celle de « Stonewall » Jackson, faisant de ce premier le lieutenant général le plus ancien de l'Armée de Virginie du Nord. Lors d'une réorganisation de l'armée en novembre, le commandement de Longstreet est désigné comme le Premier corps de l'armée de Virginie du Nord, et celui de Jackson comme le Deuxième corps de l'armée de Virginie du Nord. Le Premier Corps se compose de cinq divisions, soit environ 41 000 hommes. Les divisions sont commandées par Lafayette McLaws, Richard Heron Anderson, John Bell Hood, George Pickett et Robert Ransom Jr.,.

### Bataille de Fredericksburg

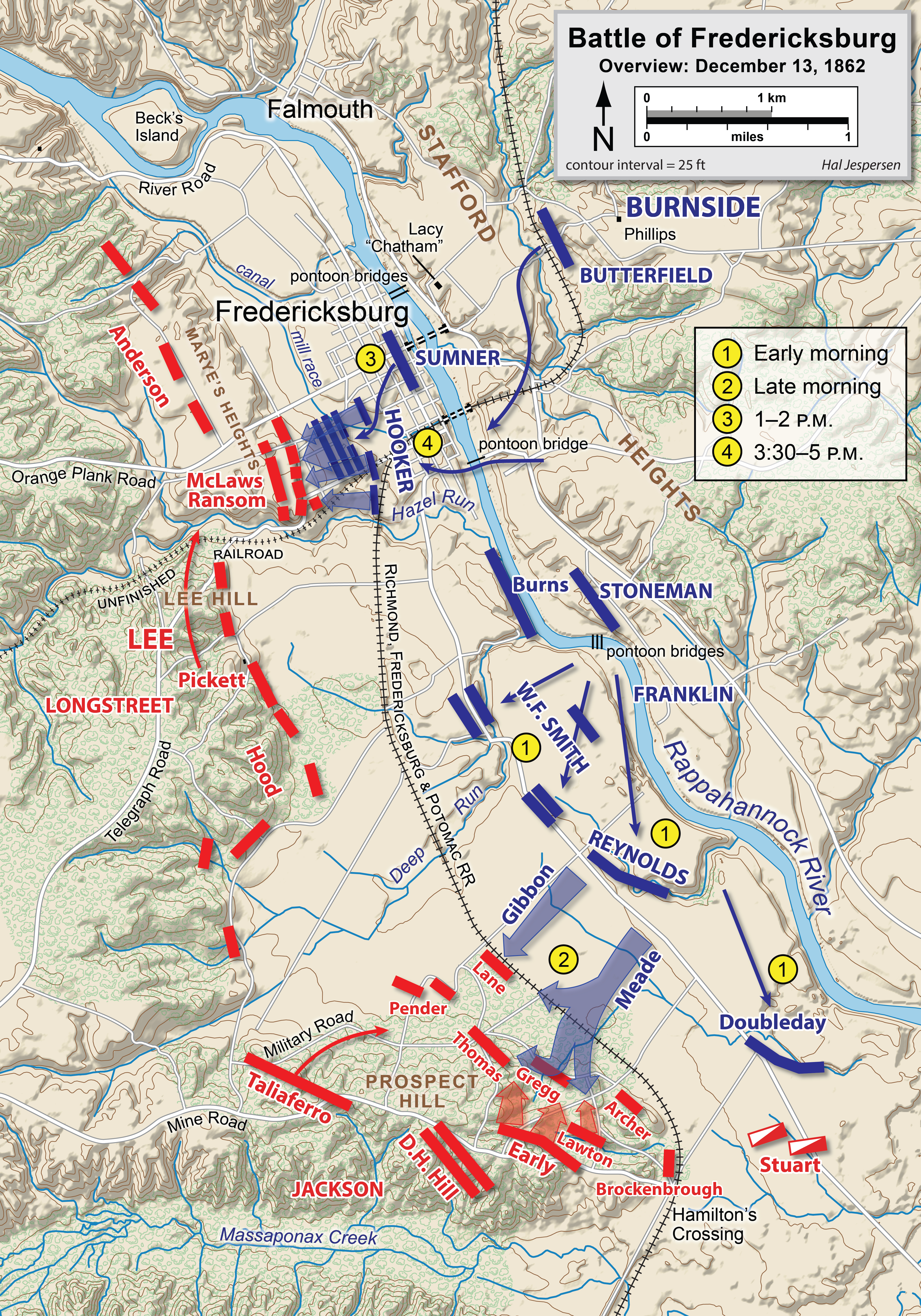
Une carte de la bataille de Fredericksburg.

Après un long intermède sans grande activité militaire, George McClellan fait traverser le fleuve Potomac à son armée à partir du 26 octobre. Le 7 novembre, le président des États-Unis et chef de l'Union Abraham Lincoln remplace McClellan par Ambrose Burnside. Le 15 novembre, Burnside commence à déplacer son armée vers le sud en direction de Fredericksburg, en Virginie, à mi-chemin entre les capitales adverses. Le 18 novembre, Longstreet commence à faire marcher ses hommes depuis le quartier général de Culpeper vers Fredericksburg, où l'armée confédérée va en opposition de Burnside. Le fait que Lee ait déplacé Longstreet à Fredericksburg plus tôt que prévu lui permet de construire de solides défenses. Longstreet ordonne la construction de tranchées, d'abattis et d'ouvrages de campagne au sud de la ville, le long d'un mur de pierre au pied du lieu-dit Marye's Heights. Après un long retard, dû à l'attente de l'arrivée du matériel nécessaire à la construction des ponts flottants, Burnside tente de traverser le Rappahannock le 11 décembre. Les soldats qui tentent de poser les pontons se heurtent à la résistance acharnée des troupes confédérées à l'intérieur de Fredericksburg, menées par la brigade de William Barksdale de la division Lafayette McLaws. Burnside ordonne alors un bombardement d'artillerie de la ville et, le lendemain, son armée traverse et occupe Fredericksburg,. Le 12 décembre, les combats sont peu nombreux et désordonnés.
Longstreet a ses hommes fermement retranchés. Le 13 décembre, sous les ordres de Burnside, les troupes de la Right Grand Division de l'Union sous Edwin Vose Sumner et de la Center Grand Division sous Joseph Hooker entreprennent d'attaquer la position tenue par les troupes de Longstreet qui, contrairement à certaines de leurs attentes, se retrouvent au centre de la bataille. Le premier assaut de l'Union contre les hommes de Longstreet à Marye's Heights est un échec désastreux, causant environ 1 000 pertes en l'espace de 30 minutes,. Lorsque Lee exprime son appréhension de voir les troupes fédérales déborder les hommes de Longstreet, ce dernier répond que tant qu'il dispose de suffisamment de munitions, il les « tuerait tous » avant qu'aucun d'entre eux n'atteigne sa ligne. Il lui conseille de se tourner vers la position plus précaire de Thomas Jonathan Jackson à droite. Longstreet a raison, car depuis leur position forte, ses troupes repoussèrent facilement plusieurs assauts. À certains endroits, derrière le mur de pierre, les rangs confédérés comptent une profondeur quatre à cinq hommes. Les soldats à l'arrière chargent des fusils et les transmettent à l'avant, de sorte que le feu est pratiquement continu. Les troupes confédérées sont bien protégées, bien qu'elles subissent une perte notable lorsque le brigadier général Thomas Reade Rootes Cobb, qui commande une brigade de la division de McLaws positionnée à l'avant du mur de pierre, est tué,,. Un général de l'Union compare la scène devant Marye's Heights à « un grand enclos d'abattage » et dit que ses hommes « auraient aussi bien pu essayer de prendre l'enfer ». McLaws estime qu'un seul soldat de l'Union est mort à moins de 30 mètres du mur, les autres étant tombés beaucoup plus loin en arrière. Jackson, quant à lui, réussit avec beaucoup plus de difficultés à repousser un puissant assaut de l'Union mené par la division de George Meade. Sentant que le reste de ses troupes serait suffisant pour défendre sa position sur la gauche confédérée sur les hauteurs, Longstreet ordonne à John Bell Hood de renforcer Jackson, et à George Pickett de coopérer avec lui, mais Hood hésite à envoyer sa division en avant, et le temps qu'il le fasse, les combats sur le front de Jackson sont pratiquement terminés,,. Longstreet exprime son regret après la guerre de « ne pas avoir traduit le délinquant [Hood] en justice ».
Burnside a l'intention d'attaquer à nouveau le lendemain, mais plusieurs de ses officiers, en particulier Sumner, le lui déconseillent. Il retranche ses hommes et se retire le 15 décembre. Dans son rapport, Longstreet fait l'éloge de ses hommes et de ses officiers tout en leur demandant de faire des donations d'argent aux habitants de Fredericksburg. Le rapport de Lee félicite vivement Jackson et Longstreet. L'armée de Burnside a subi 12 653 pertes à Fredericksburg et environ 70 % d'entre elles se trouvent à Marye's Heights. Lee n'a subi qu'environ 5 300 pertes, dont environ 1 900 de la part de Longstreet Le lieutenant-colonel Edward Porter Alexander, de l'artillerie, décrit Fredericksburg comme « la bataille la plus facile que nous ayons jamais livrée ».

### Siège de Suffolk
En octobre 1862, Longstreet avait suggéré à Joseph E. Johnston de l'envoyer combattre sur le théâtre occidental de la guerre. Peu après la bataille de Fredericksburg, Longstreet suggère vaguement à Lee « [qu']un corps pourrait tenir la ligne du Rappahannock pendant que l'autre opérait ailleurs ». En février 1863, il fait une demande plus précise, suggérant à Louis Wigfall que son corps soit détaché de l'Armée de Virginie du Nord et envoyé pour renforcer l'Armée du Tennessee, où le général Braxton Bragg est défié dans le Middle Tennessee (en) par l'Armée du Cumberland sous les ordres du major général de l'Union William Starke Rosecrans, un ancien camarade de chambre à West Point de Longstreet. À cette époque, Longstreet peut être considéré comme faisant partie d'un « bloc de concentration occidental » qui estime que le renforcement des armées confédérées opérant sur le théâtre occidental pour protéger les États de cette partie de la Confédération d'une invasion est plus important que les campagnes offensives sur le théâtre oriental de la guerre. Ce groupe comprenait également Johnston et Wigfall, devenu sénateur confédéré, tous deux très proches de Longstreet. Ces personnes sont généralement prudentes et pensent que la Confédération, avec ses ressources limitées, doit s'engager dans une guerre défensive plutôt qu'offensive. Lee détache bien deux divisions du Premier Corps mais les envoie à Richmond et non dans le Tennessee,. L'armée confédérée souffre d'une grave pénurie de nourriture. Le sud de la Virginie possède de grandes quantités de bétail et d'importantes réserves de porc et de maïs, tandis que les mouvements maritimes du IXe corps de l'Union visent à lancer une invasion de la côte confédérée, de la Caroline du Sud au sud de la Virginie. En réponse, Lee ordonne à la division de George Pickett de se rendre à la capitale à la mi-février. La division de John Bell Hood suit, puis Longstreet lui-même est chargé de prendre le commandement des divisions détachées et des départements de Caroline du Nord et du sud de la Virginie,. Les divisions de Lafayette McLaws et de Richard H. Anderson restent auprès de Lee.
En mars, les hommes de Longstreet mènent principalement des expéditions de recherche et de collecte de nourriture en Virginie et en Caroline du Nord. Longstreet envoie la brigade du brigadier général Richard Brooke Garnett à Daniel Harvey Hill pour participer à la tentative de ce dernier de capturer New Bern, une ville de la côte de Caroline du Nord tombée aux mains de l'Union en mars 1862. La campagne n'est pas une réussite mais permet d'obtenir une quantité considérable de fournitures. En avril, Longstreet assiège les forces de l'Union dans la ville de Suffolk, en Virginie, lors du siège de Suffolk. Les combats sont légers et le siège n'aboutit à rien. Fin avril, Longstreet reçoit l'ordre du secrétaire à la Guerre James Seddon de rejoindre l'armée de Lee qui fait face à l'attaque de l'Armée du Potomac, désormais commandée par Joseph Hooker, lors de la bataille de Chancellorsville. Il déplace ses divisions vers le nord mais ne parvient pas à atteindre la bataille à temps. Les opérations de recherche de nourriture menées par Longstreet permettent de récolter suffisamment de vivres pour nourrir l'ensemble de l'armée de Lee pendant deux mois. Cependant, aucun autre objectif militaire n'est atteint et l'opération entraîne l'absence de Longstreet et de 15 000 hommes du Premier corps d'armée à Chancellorsville. En fin de compte, Longstreet est critiqué par ses ennemis politiques qui prétendent qu'il aurait pu faire revenir ses hommes de Suffolk à temps pour rejoindre Lee,,. Cependant, pour Gilbert Moxley Sorrel c'était « humainement impossible » pour les hommes d'aller plus vite.

### Gettysburg

#### Plans de la campagne

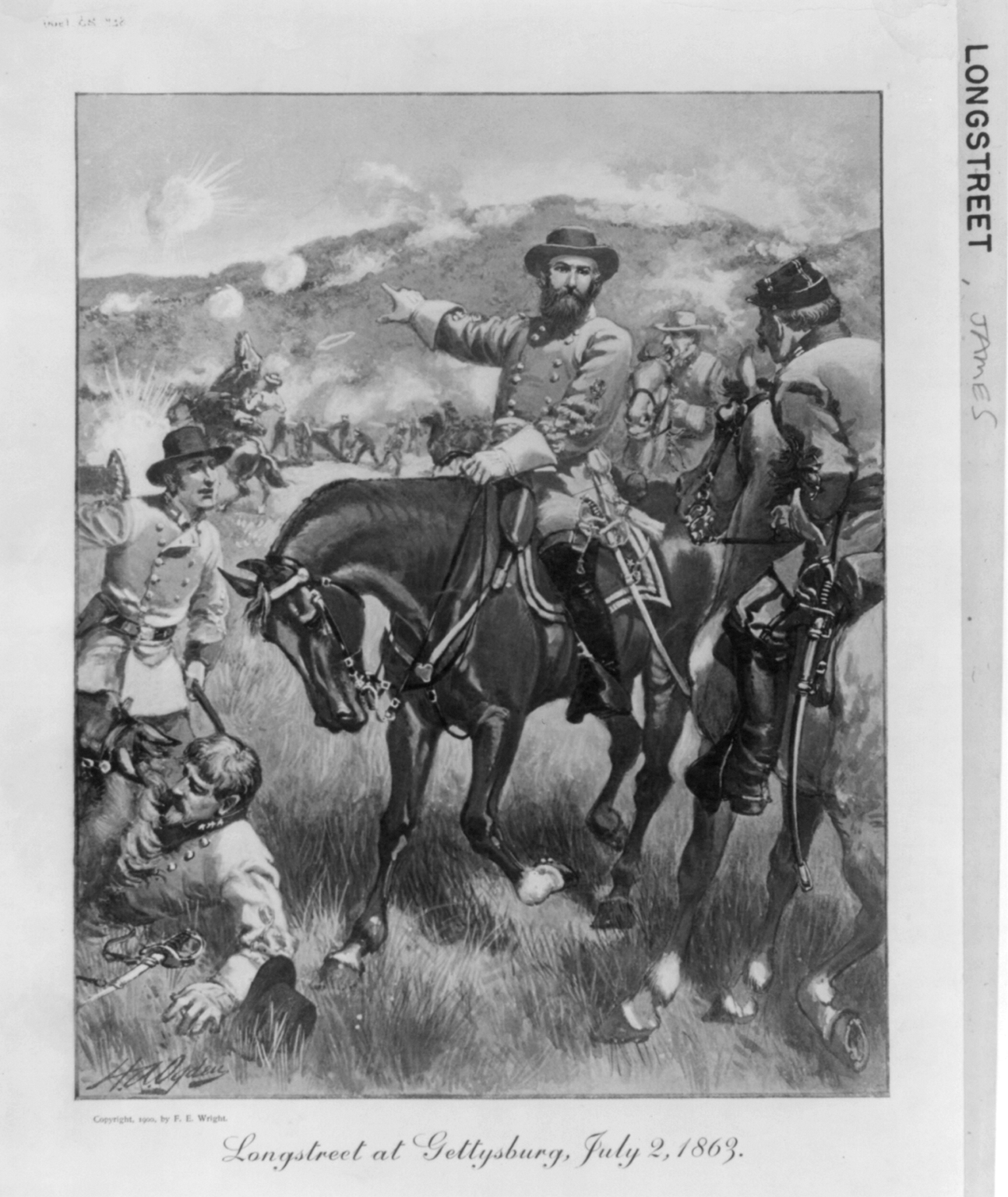
Illustration de Longstreet à Gettysburg réalisée vers 1900.

Après Chancellorsville et la mort de Thomas Jonathan Jackson, Longstreet et Robert Lee se rencontrent à la mi-mai pour discuter de la campagne d'été de l'armée. Longstreet insiste à nouveau pour que tout ou partie de son corps d'armée soit détaché dans le Tennessee. La justification de cette action devient de plus en plus urgente à mesure que le major général de l'Union Ulysses S. Grant avance vers Vicksburg, bastion confédéré critique sur le fleuve Mississippi. Longstreet estime qu'une armée renforcée sous les ordres de Braxton Bragg peut vaincre William Starke Rosecrans et se diriger vers la rivière Ohio, ce qui obligerait Grant à rompre son emprise sur Vicksburg. Il avance ces arguments lors d'une réunion avec James Seddon, qui approuve l'idée mais doute que Lee le fasse, et estime qu'il est peu probable que Jefferson Davis aille à l'encontre des souhaits de Lee. Longstreet ayant critiqué le rôle de général de Bragg, il espère peut-être le remplacer, bien qu'il ait également souhaité que Joseph E. Johnston prenne le commandement et ait indiqué qu'il se contenterait de servir sous ses ordres en tant que commandant de corps. Lee l'en empêche en disant à Davis que le fait de se séparer d'un grand nombre de troupes l'obligerait à rapprocher son armée de Richmond, et propose à la place un plan d'invasion de la Pennsylvanie. Une campagne dans le Nord permettrait de soulager la pression agricole et militaire que la guerre fait peser sur la Virginie et la Caroline du Nord et, en menaçant une ville fédérale, de perturber les offensives de l'Union ailleurs et d'éroder le soutien à la guerre parmi les civils du Nord. Dans ses mémoires, Longstreet décrit sa réaction à la proposition de Lee : « Son plan ou ses souhaits annoncés, il devint inutile et déplacé d'offrir des suggestions menant à une voie différente. Tout ce que je pouvais demander, c'était que la politique de la campagne soit une tactique défensive ; que nous travaillions de manière à forcer l'ennemi à nous attaquer, dans une position aussi bonne que celle que nous pourrions trouver dans notre propre pays, aussi bien adaptée à cet objectif […] ce qui pourrait nous assurer un grand triomphe. Il y consentit volontiers, estimant qu'il s'agissait d'un complément important et matériel à son plan général ».
Les preuves de la véracité du récit de Longstreet sont contradictoires ayant été écrit des années après la campagne et probablement influencé par le recul, tant en ce qui concerne les résultats de la bataille que les lourdes critiques de l'après-guerre. Dans les lettres de l'époque, Longstreet ne fait aucune référence à un tel marché. En avril 1868, Lee déclare qu'il « n'a jamais fait une telle promesse, et n'a jamais pensé à faire une telle chose »,. Pourtant, dans son rapport d'après-bataille, Lee écrit : « Il n'avait pas été prévu de livrer une bataille générale à une telle distance de notre base, à moins d'être attaqué par l'ennemi ».
L'armée de Virginie du Nord est réorganisée après la mort de « Stonewall » Jackson. Deux commandants de division, Richard Stoddert Ewell et Ambrose Powell Hill, sont promus lieutenants généraux et prennent respectivement le commandement du Deuxième et du Troisième corps de l'armée de Virginie du Nord, ce dernier étant nouvellement créé. Le Premier corps de Longstreet abandonne la division de Richard Heron Anderson au cours de la réorganisation, laissant Longstreet avec les divisions de John Bell Hood, Lafayette McLaws et George Pickett,.
Après avoir déterminé qu'une avancée vers le nord est inévitable, Longstreet envoie l'espion Henry Thomas Harrison, qu'il a rencontré lors de la campagne de Suffolk, pour recueillir des informations. Il paye Harrison en or et lui dit qu'il « ne voulait pas le voir tant qu'il n'apporterait pas d'informations importantes ». Le corps de Richard Stoddert Ewell mène l'armée vers le nord, suivi par ceux de Longstreet et de Hill. Le Premier corps traverse le Potomac du 25 au 26 juin. Harrison fait son rapport à Longstreet dans la soirée du 28 juin et contribue à avertir les Confédérés que l'armée du Potomac avance vers le nord à leur rencontre plus rapidement qu'ils ne l'avaient prévu, et qu'elle est déjà rassemblée autour de Frederick, dans le Maryland. Lee est d'abord sceptique, mais le rapport l'incite à ordonner la concentration immédiate de son armée au nord de Frederick, près de Gettysburg, en Pennsylvanie. Harrison apporte également la nouvelle que Joseph Hooker avait été remplacé par George Meade au poste de commandant de l'armée du Potomac.

#### 1eret 2 juillet

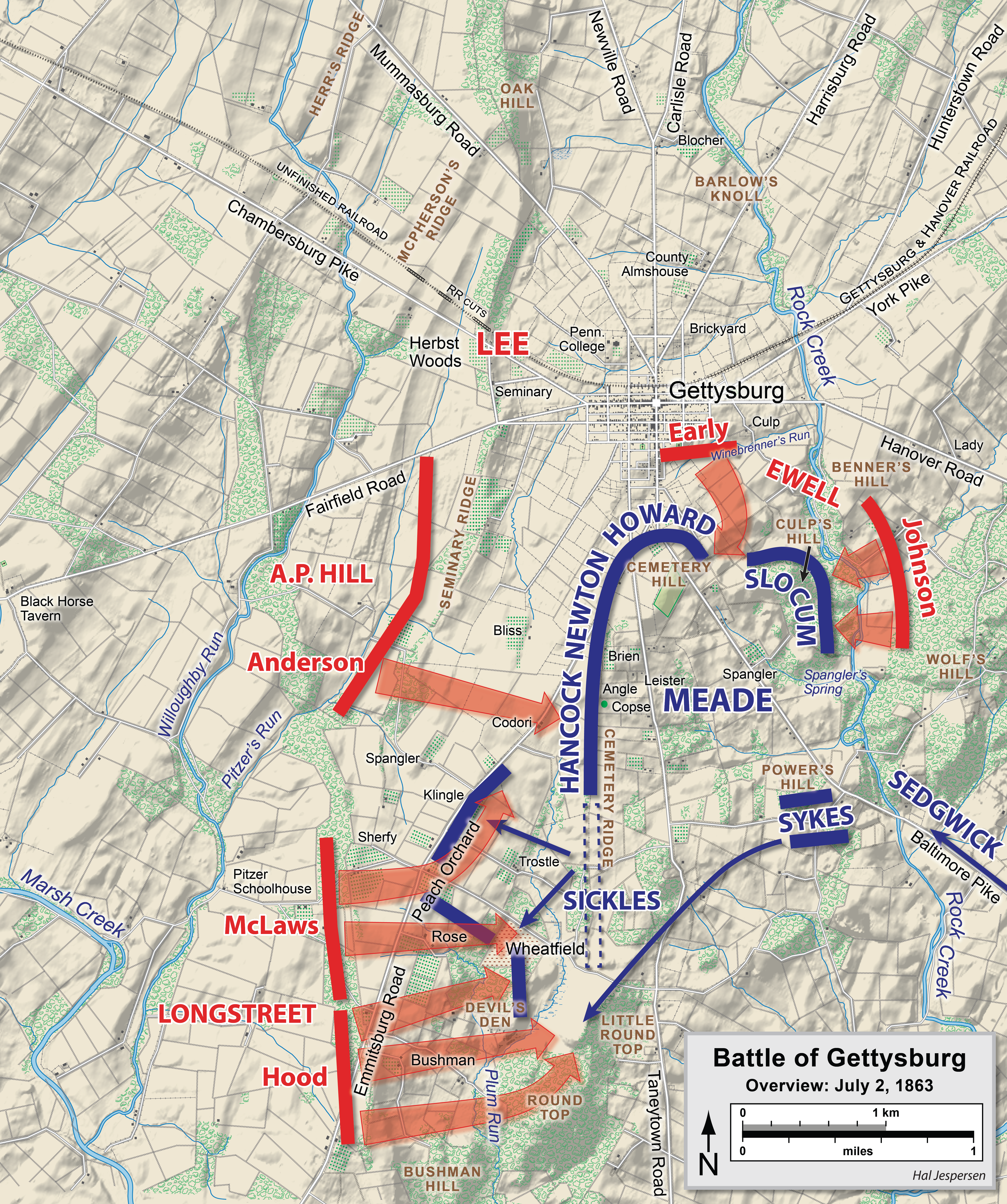
Gettysburg au 2 juillet

Les actions de Longstreet lors de la bataille de Gettysburg deviendront la pièce maîtresse d'une controverse durable. Longstreet arrive sur le champ de bataille vers 16 h 30 le premier jour, le 1er juillet 1863, avec plusieurs heures d'avance sur ses troupes. Robert Lee n'a pas l'intention de combattre avant que son armée ne soit entièrement concentrée, mais le hasard et les décisions d'Ambrose Powell Hill, dont les troupes sont les premières à être engagées, provoquent l'affrontement. La bataille du premier jour se solde par une victoire confédérée. Deux corps d'armée de l'Union sont chassés par Richard Stoddert Ewell et Ambrose Powell Hill de leurs positions au nord de Gettysburg et traversent la ville pour prendre des positions défensives sur les hauteurs au sud. Lors de sa rencontre avec Lee, Longstreet s'inquiète de la solidité des positions défensives de l'Union sur les hauteurs et préconise un mouvement stratégique autour de leur flanc gauche, afin de « sécuriser un bon terrain entre lui et sa capitale », ce qui oblige vraisemblablement George Meade à attaquer les positions défensives érigées par les Confédérés,,. Au lieu de cela, Lee s'exclame : « Si l'ennemi est là demain, je l'attaquerai ». Longstreet répond : « S'il est là demain, c'est parce qu'il veut que vous l'attaquiez ». Lee, ragaillardi par le succès de son armée ce jour-là, refuse à nouveau. Longstreet suggère un assaut immédiat sur les positions fédérales, mais Lee insiste pour attendre John Bell Hood et Lafayette McLaws, qui marchent vers Gettysburg. Longstreet envoie un messager sur la route de Cashtown pour les presser. Ils finissent par bivouaquer à environ 6,4 kilomètres derrière les lignes. George Pickett effectue un travail d'arrière-garde à Cashtown et n'est pas prêt à bouger avant le matin. Une bévue majeure se produit alors lorsque Ewell ne parvient pas à s'emparer des hauteurs de Cemetery Hill après avoir reçu l'ordre de le faire « si possible » par Lee,,.
Le plan de Lee pour le 2 juillet prévoit que Longstreet attaque le flanc gauche de l'Union, suivi par l'attaque de Hill sur Cemetery Ridge près du centre, tandis qu'Ewell agit sur la droite de l'Union. Longstreet plaide à nouveau pour une manœuvre de flanc autour de la gauche de l'Union, mais Lee rejette son plan. Longstreet n'est pas prêt à attaquer aussi tôt que Lee l'envisage. Il reçoit l'autorisation de Lee d'attendre que la brigade d'Evander M. Law de la division de Hood atteigne le terrain avant d'avancer. Law fait marcher ses hommes rapidement, parcourant 45 kilomètres en onze heures, mais n'arrive pas avant 12 h. Trois des brigades de Longstreet sont toujours en colonne de marche à une certaine distance de leurs positions désignées,. Les soldats de Longstreet sont contraints de faire un long détour en s'approchant de la position ennemie, induits en erreur par une reconnaissance imparfaite qui n'a pas permis d'identifier un itinéraire complètement dissimulé.
La critique postbellum de Longstreet prétend qu'il a reçu l'ordre de Lee d'attaquer au petit matin et que ses retards contribuent de manière significative à la perte de la bataille. Jubal Anderson Early et William Nelson Pendleton témoignent que Lee a ordonné à Longstreet d'attaquer au lever du soleil et que Longstreet a désobéi. Cette affirmation est fausse et démentie par les officiers de l'état-major de Lee, Walter H. Taylor et Charles Marshall. Lee accepte les retards pour les troupes qui arrivent et n'a pas donné son ordre formel pour l'attaque avant 11 h du matin. Sorrel écrit que Longstreet, peu enthousiaste à l'égard de l'attaque, fait preuve de léthargie en faisant avancer ses troupes. Alors que Lee s'attend à une attaque vers 12 h, Longstreet n'est pas prêt avant 16 h et Meade en profite pour faire avancer ses troupes,,. L'historien Edwin Coddington présente l'approche des positions fédérales comme « une comédie d'erreurs telle qu'on peut l'attendre de commandants inexpérimentés et d'une milice à l'état brut, mais pas du « cheval de guerre » de Lee et de ses troupes expérimentées ».
Hood s'oppose à une attaque sur la gauche de l'Union, arguant que la position de l'Union y est trop forte, et propose que ses troupes soient déplacées vers la droite près de la colline du Big Round Top (en) et frappent l'Union à revers. Longstreet insiste sur le fait que Lee rejette ce plan et lui ordonne de lancer l'assaut contre le front des lignes ennemies,,. Une fois l'assaut lancé vers 16 h, Longstreet presse fortement McLaws et Hood contre une forte résistance de l'Union. Longstreet dirige personnellement l'attaque à cheval. Le major général de l'Union Daniel Sickles, commandant le IIIe corps, a, contrairement aux ordres de Meade, fait marcher ses hommes vers le Peach Orchard (en), une position exposée dans un verger bien en face des lignes principales de l'Union. La division de Richard Heron Anderson du corps de Hill, ainsi que la division de McLaws et une partie de la division Hood, lancent un assaut féroce contre Sickles avec l'appui de l'artillerie qui, après des combats extrêmement intenses, repousse le corps de Sickles vers les lignes principales de l'Union. Les Confédérés sont finalement repoussés après avoir rencontré une résistance féroce de la part des renforts de l'Union. Le général Hood, blessé, est remplacé par Law à la tête de sa division. Les commandants de brigade William Barksdale et Paul Jones Semmes, tous deux sous les ordres de McLaws, sont mortellement blessés. La brigade de Law tente de prendre Little Round Top, une colline située à l'extrême gauche des lignes de l'Union. La colline est à l'origine dépourvue de troupes avant que le brigadier général Gouverneur K. Warren, chef du génie, profitant du retard confédéré, n'envoie des soldats du Ve Corps pour la fortifier. Les troupes confédérées s'emparent de la partie de la colline connue sous le nom de Devil's Den (en), mais ne parviennent pas à repousser les forces de l'Union au sommet de la colline,,,. Les attaques échouent et le corps de Longstreet subit plus de 4 000 pertes. Le fait que ses attaques ne se soient pas déroulées simultanément avec celles de Hill et d'Ewell contribue à l'échec de Longstreet. De larges portions des corps de Hill et d'Ewell, y compris des soldats qui ont participé à des actions importantes la veille, ne sont pas engagées, et Meade peut déplacer la division de Thomas H. Ruger depuis le front d'Ewell pour s'opposer à Longstreet.

#### 3 juillet

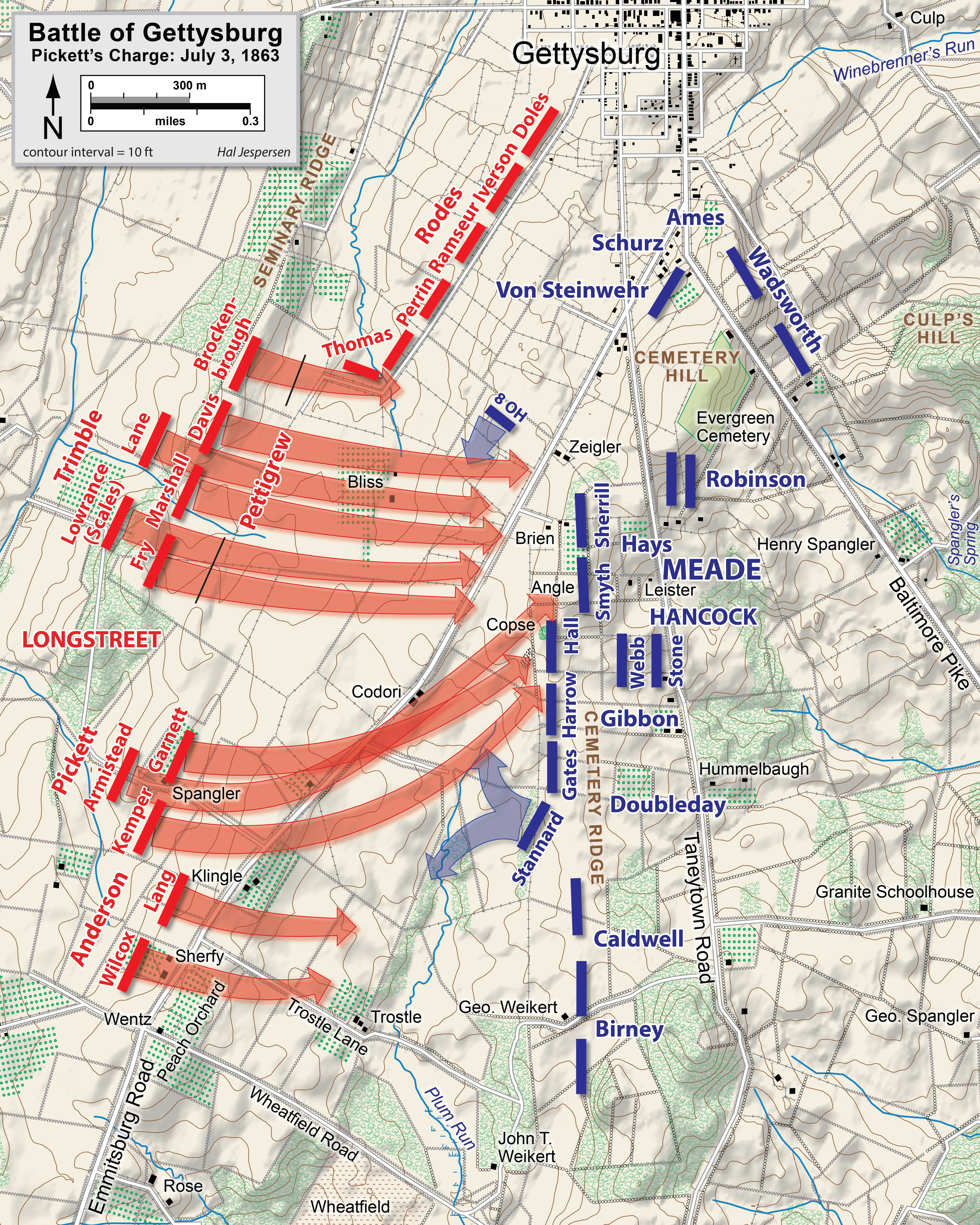
La charge de Pickett au 3 juillet

Dans la nuit du 2 juillet, contrairement à son habitude, Longstreet ne rencontre pas Lee à son quartier général pour discuter de la bataille du jour, prétextant qu'il est trop fatigué. Au lieu de cela, il passe une partie de la nuit à planifier un mouvement autour de Big Round Top qui lui permettrait d'attaquer le flanc et l'arrière de l'ennemi. Longstreet, malgré l'utilisation d'éclaireurs, n'est apparemment pas conscient qu'un corps considérable de troupes du VIe corps de l'Union, sous les ordres de John Sedgwick, est en position pour bloquer ce mouvement. Peu après avoir donné l'ordre d'attaquer, aux alentours du lever du soleil, Longstreet est rejoint à son quartier général par Lee, qui est consterné par la tournure des événements. Le général en chef avait prévu que Longstreet attaque la gauche de l'Union tôt dans la matinée d'une manière similaire à l'attaque du 2 juillet, en utilisant la division de George Pickett nouvellement arrivée, de concert avec une attaque reprise par Richard Stoddert Ewell sur Culp's Hill. Lee découvre que personne n'a ordonné à la division de Pickett de quitter son bivouac à l'arrière et que Longstreet a planifié une opération indépendante sans le consulter. Lee écrivit dans son rapport après la bataille que les « dispositions de Longstreet n'avaient pas été achevées aussi tôt que prévu ».
Comme ses plans d'attaque coordonnée tôt le matin sont désormais irréalisables, Lee ordonne à Longstreet de coordonner avec son corps un assaut massif sur le centre de la ligne de l'Union à Cemetery Ridge. La position de l'Union est tenue par le IIe corps sous les ordres de Winfield Scott Hancock. Longstreet est convaincu que cet assaut a peu de chances de réussir et fait part de ses inquiétudes à Lee : les Confédérés doivent marcher sur près de 1 600 mètres de terrain découvert en franchissant de solides clôtures sous le feu de l'ennemi,. Longstreet exhorte Lee à ne pas utiliser tout son corps dans l'attaque, arguant que les divisions d'Evander M. Law et de Lafayette McLaws sont fatiguées de la veille et que les déplacer vers Cemetery Ridge exposerait dangereusement le flanc droit confédéré. Lee cède et décide d'utiliser les hommes du corps d'Ambrose Powell Hill pour accompagner George Pickett. La force comprendrait environ 14 000 ou 15 000 hommes,. Longstreet dit à nouveau à Lee qu'il pense que l'attaque échouera.
Lee ne change pas d'avis et Longstreet cède. Le plan final prévoit un barrage d'artillerie de 170 canons sous les ordres d'Edward Porter Alexander. Ensuite, les trois brigades sous les ordres de Pickett et les quatre brigades de la division d'Henry Heth, temporairement commandée par le brigadier général James Johnston Pettigrew, positionnée à la gauche de Pickett, mèneraient l'attaque. Deux brigades de la division de William Dorsey Pender, temporairement commandée par le brigadier général Isaac R. Trimble, viendraient en soutien derrière Pettigrew. Deux brigades de la division de Richard Heron Anderson devraient soutenir le flanc droit de Pickett. Malgré sa désapprobation du plan et bien que la plupart des unités proviennent du corps d'Ambrose Powell Hill, Lee désigne Longstreet pour mener l'attaque. Longstreet s'occupe consciencieusement du positionnement des hommes de Pickett. Le général Pickett place les brigades de Richard Brooke Garnett et du brigadier général James Lawson Kemper en tête, Lewis Addison Armistead les soutenant. Cependant, Longstreet néglige de vérifier correctement la division de Pettigrew. Ce dernier, qui n'a jamais commandé de division auparavant, et la division où il vient d'être nommé a subi un tiers de pertes lors des combats du 1er juillet. Ses hommes sont positionnés derrière les lignes de Pickett, laissant ce dernier vulnérable, et les troupes à son extrême gauche sont dangereusement exposées. Longstreet et Hill entretiennent toujours des relations tendues, ce qui peut avoir joué un rôle dans le fait que Longstreet ne surveille pas attentivement les troupes de Hill. Hill est avec Lee et Longstreet pendant une bonne partie de la matinée, mais écrit après la bataille qu'il a ordonné à ses hommes de se présenter à Longstreet, ce qui implique qu'il ne se sent pas responsable de les organiser.
Pendant les préparatifs de l'attaque, Longstreet commence à se poser des questions sur le déroulement de l'assaut. Il tente de confier à Alexander la responsabilité de lancer la division de Pickett. Le bombardement d'artillerie commence vers 13 h. Les batteries de l'Union répondent et les deux camps se rendent la pareille pendant environ 1 h 40. Lorsque le moment vient d'ordonner à Pickett d'avancer, Longstreet ne peut que hocher la tête en signe d'assentiment, incapable de verbaliser l'ordre, ce qui marque le début de l'assaut connu sous le nom de « charge de Pickett ». À partir de 15 h environ, les troupes confédérées marchent vers les positions de l'Union. Comme Longstreet l'a prévu, l'attaque est un véritable désastre. Les unités d'assaut subissent des pertes massives. Pettigrew et Trimble sont blessés. Les deux premières brigades de Pickett sont sévèrement malmenées. Kemper est blessé et Garnett tué. La brigade d'Armistead franchit brièvement le mur de pierre qui marque les lignes de Hancock, où Armistead est mortellement blessé, mais la brigade est repoussée,,. Lee déclare à ses hommes : « Tout est de ma faute ». Selon deux officiers de l'état-major de Longstreet, Lee regrette par la suite de ne pas avoir suivi les conseils de Longstreet. Le 4 juillet, l'armée confédérée entame sa retraite de Gettysburg. Gêné par la pluie, le gros de l'armée parvient finalement à traverser le fleuve Potomac dans la nuit du 13 au 14 juillet,.

### Bataille de Chickamauga

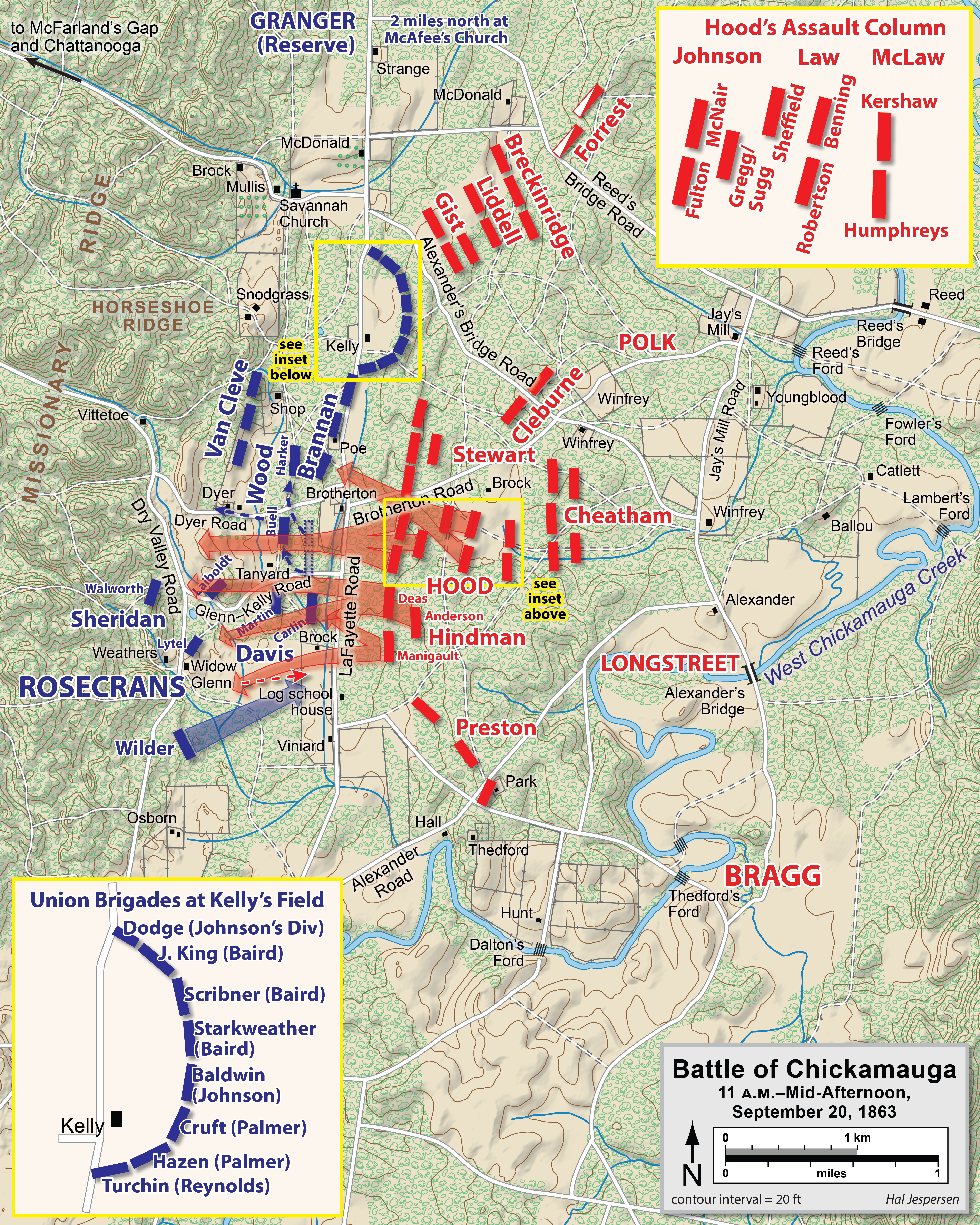
Les assauts de l'aile gauche de Longstreet, à la mi-journée du 20 septembre.

À la mi-août 1863, Longstreet reprend ses tentatives pour être transféré sur le théâtre occidental de la guerre. Il écrit une lettre privée à James Seddon sa demande d'être transféré pour servir sous les ordres de son vieil ami Joseph E. Johnston. Il poursuit cette démarche en s'entretenant avec Louis Wigfall, son allié au Congrès des États confédérés, qui considère depuis longtemps Longstreet comme le remplaçant idéal de Braxton Bragg. Ce dernier n'a pas de bons résultats au combat et est très impopulaire auprès de ses hommes et de ses officiers. Robert Lee et le président Jefferson Davis acceptent la demande le 5 septembre. Lafayette McLaws, John Bell Hood, une brigade de la division de George Pickett et le bataillon d'artillerie de 26 canons d'Alexander empruntent 16 voies ferrées sur un itinéraire de 1 247 kilomètres à travers la Caroline du Sud et la Caroline du Nord pour rejoindre Bragg dans le nord de la Géorgie. Le 8 septembre, alors que des renforts sont en route, Bragg abandonne sans combattre à William Starke Rosecrans la ville fortifiée et le nœud ferroviaire critique de Chattanooga, dans le Tennessee, et se retire en Géorgie. Le transfert des troupes prend plus de trois semaines. Les éléments de tête du corps arrivent le 17 septembre.
Le 19 septembre, lors de la bataille de Chickamauga, Bragg tente en vain d'interposer son armée entre Rosecrans et Chattanooga avant l'arrivée de la plupart des corps d'armée de Longstreet. Tout au long de la journée, les troupes confédérées lancent des assauts inefficaces sur les positions de l'Union, ce qui s'avèrent très coûteux pour les deux camps. L'une des divisions de Longstreet, sous les ordres de Hood, résiste avec succès à une forte contre-attaque de la division du XXe corps de Jefferson Columbus Davis dans l'après-midi. Lorsque Longstreet arrive sur le terrain en fin de soirée, il ne parvient pas à trouver le quartier général de Bragg. Il passe beaucoup de temps à cheval avec son état-major à les chercher. Ils tombent accidentellement sur une ligne de l'Union et sont presque capturés,.
Lorsque les deux hommes se rencontrent enfin au quartier général de Bragg, tard dans la nuit, ce dernier confie à Longstreet le commandement de l'aile gauche de son armée et au lieutenant général Leonidas Polk celui de l'aile droite. Le commandement de Longstreet se compose du corps de Simon Bolivar Buckner, Sr., sous lequel se trouvent les divisions d'Alexander Peter Stewart, de William Preston, de Bushrod Rust Johnson, de Thomas C. Hindman et de John Bell Hood. La division de McLaws est placée sous le commandement de Longstreet mais n'arrive complètement de Virginie que le 21 septembre, après la fin de la bataille de Chickamauga. Joseph Brevard Kershaw est placé à la tête de ses deux brigades qui se trouvent sur le terrain. Bragg élabore un plan d'attaque pour 8 h du matin le 20 septembre. Longstreet aligne la plupart de ses hommes sur deux lignes, mais il place la division de Hood derrière celle de Johnson dans une colonne, afin qu'elle servent de troupes de choc,. L'attaque est censée commencer tôt dans la matinée, peu après un assaut de l'aile de Polk. Cependant, la confusion et des ordres mal gérés retardent l'attaque de Polk, et l'avance de Longstreet ne commence que juste après 11 h après avoir entendu des tirs sur sa gauche. Un ordre erroné du général Rosecrans provoque une brèche dans la ligne de l'Union en transférant la division de Thomas John Wood de la droite pour renforcer le XIVe Corps de George Henry Thomas au centre.
Longstreet profite de la confusion. L'organisation de l'attaque étant bien adaptée au terrain, elle aurait certainement pénétré la ligne de l'Union. La division de Johnson s'engouffre dans la brèche, repoussant les forces de l'Union. Après que Longstreet ordonne à la division de Hindman d'avancer, la droite de l'Union s'effondre,. Rosecrans s'enfuit alors que les unités commencent à battre en retraite dans la panique. Thomas réussit à rallier les unités en retraite et à consolider une position défensive sur la colline de Snodgrass Hill (en). Il maintient cette position contre les attaques répétées de Longstreet dans l'après-midi, qui n'est pas suffisamment soutenu par l'aile droite confédérée,. Gilbert Moxley Sorrel demande à Stewart de faire avancer sa division pour attaquer l'arrière-garde de l'Union. Stewart refuse dans un premier temps, demandant la confirmation de Longstreet. Longstreet est furieux de son refus et lui ordonne d'avancer. Stewart s'exécute et capture environ 400 prisonniers, mais Thomas réussit toutefois à exfiltrer les unités sous son contrôle vers Chattanooga,,. L'échec de Bragg à coordonner l'aile droite et la cavalerie pour envelopper davantage Thomas empêche une déroute totale de l'armée de l'Union,. Bragg refuse également de poursuivre les Fédéraux en retraite de manière agressive, ce qui entraîne le futile siège de Chattanooga. Il rejette une proposition de Longstreet en ce sens, citant un manque de transport et qualifiant le plan de « projet visionnaire ». Néanmoins, Chickamauga est la plus grande victoire confédérée sur le théâtre occidental et Longstreet en est largement crédité.

### Campagnes de Chattanooga et de Knoxville

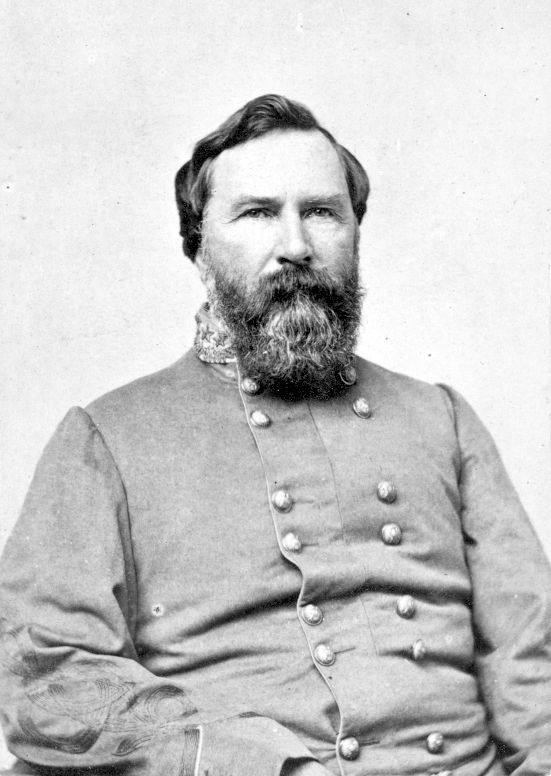
Portrait carte-de-visite de Longstreet (entre 1861 et 1865).

Peu après l'entrée des Confédérés dans le Tennessee à la suite de leur victoire à Chickamauga, Longstreet se heurte à Braxton Bragg et devient l'un des chefs de file du groupe de commandants supérieurs qui conspirent pour le destituer. Les subordonnés de Bragg sont depuis longtemps mécontents de sa personnalité dure et de ses piètres résultats sur le champ de bataille. Ainsi, l'arrivée de Longstreet « le plus ancien lieutenant général de l'armée » et de ses officiers, et le fait qu'ils prennent rapidement leur parti, ajoutent de la crédibilité aux revendications antérieures. Longstreet écrit à James Seddon : « Je suis convaincu que seule la main de Dieu peut nous sauver ou nous aider tant que nous aurons notre commandant actuel ». La situation devient si grave que le président des États confédérés d'Amérique Jefferson Davis est contraint d'intercéder en personne et d'écouter les récriminations de ses officiers. Longstreet déclare que Bragg « est incompétent pour diriger une armée ou mettre des hommes au combat » et qu'il « ne connaît rien à l'affaire ». Le 12 octobre, Davis déclare son soutien à Bragg. Il le laisse à son poste, ainsi que ses subordonnés mécontents.
Bragg relève ou réaffecte les généraux qui ont témoigné contre lui et se venge de Longstreet en réduisant son commandement aux seules unités qu'il a amenées avec lui de Virginie. Bragg démissionne au siège de Chattanooga. A peu près au même moment, Longstreet apprend la naissance d'un fils, nommé Robert Lee. Le major-général de l'Union Ulysses S. Grant arrive à Chattanooga le 23 octobre et prend le commandement général de la nouvelle Division militaire du Mississippi. Il remplace Rosecrans par George Henry Thomas.
Si les relations de Longstreet avec Bragg sont extrêmement mauvaises, celles qu'il entretient avec ses subordonnés se détériorent également. Il entretenait une solide amitié avec Lafayette McLaws, mais celle-ci commence à montrer des signes d'aigreur après la critique de McLaws sur la conduite de Longstreet à Gettysburg ; Longstreet l'accusa en retour de faire preuve de « léthargie » après Chickamauga. L'ancienne division de Hood est sous le commandement temporaire du brigadier général Micah Jenkins. Le brigadier général le plus ancien de la division est Evander M. Law, qui avait commandé temporairement la division plus d'une fois par le passé. Cependant, Jenkins est plus gradé que Law. Jenkins et Law ne s'apprécient guère l'un l'autre et souhaitent tous deux obtenir le commandement permanent de la division. Longstreet a une préférence pour Jenkins, son protégé de longue date, tandis que la plupart des hommes préfèrent eux Law,. Longstreet avait demandé au président Jefferson Davis de nommer un commandant permanent, mais ce dernier avait refusé.
Le 27 octobre, les troupes de l'Union parviennent à ouvrir une ligne de ravitaillement pour accéder à de la nourriture en battant la brigade de Law sous les ordres de Jenkins à la bataille de Brown's Ferry (en). Lors de la bataille de Wauhatchie, les 28 et 29 octobre, Jenkins ne parvient pas à regagner la position perdue, ce dont il accuse Law et le brigadier général Jerome Bonaparte Robertson. Longstreet ne prend aucune mesure immédiate contre Law mais se plaint de Robertson. Une commission d'enquête est mise en place, mais ses travaux sont suspendus et Robertson reprend le commandement.

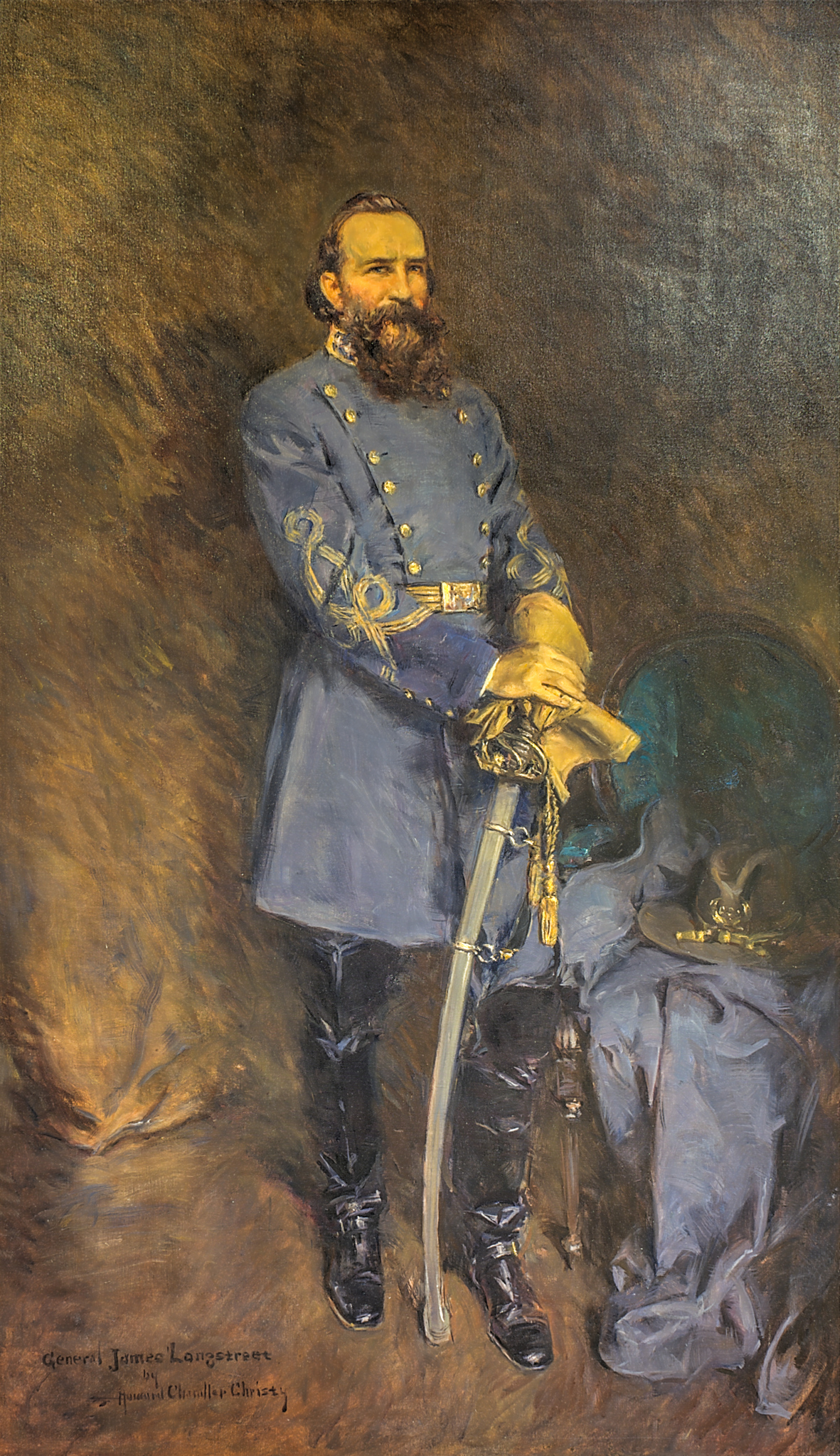
Peinture du lieutenant-général James Longstreet au Chickamauga and Chattanooga National Military Park.

Après l'échec des Confédérés, Longstreet élabore une stratégie visant à empêcher le renforcement et la levée du siège par Ulysses S. Grant. Il sait que la réaction de l'Union est en cours et que la tête de ligne de chemin de fer la plus proche est Bridgeport, en Alabama, où des portions de deux corps d'armée de l'Union vont bientôt arriver. Après avoir envoyé son commandant d'artillerie, Edward Porter Alexander, reconnaître la ville occupée par l'Union, il conçoit un plan visant à éloigner du siège la majeure partie de l'armée du Tennessee et à mettre en place un soutien logistique à Rome, en Géorgie, afin de poursuivre vers Bridgeport et de prendre la tête de ligne, et éventuellement surprendre Joseph Hooker, qui dirige un détachement de troupes de l'Union arrivant du théâtre oriental, dans une position désavantageuse. Le plan est bien accueilli et approuvé par le président Davis, mais il est désapprouvé par Bragg, qui s'oppose aux importants défis logistiques qu'il pose. Longstreet accepte les arguments de Bragg et valide un plan dans lequel lui et ses hommes sont envoyés dans l'est du Tennessee pour faire face à une avancée de l'armée de l'Ohio de l'Union, commandée par Ambrose Burnside. Longstreet est choisi à la fois en raison de son inimitié avec Bragg et parce que le ministère de la Guerre souhaite que les hommes de Longstreet retournent dans l'armée de Lee et que ce mouvement va dans ce sens. C'est ainsi que débuta la campagne de Knoxville,.
Longstreet est critiqué pour la lenteur de son avancée vers Knoxville en novembre et certains de ses soldats commencent à le surnommer « Peter le Lent » (Peter the Slow). Lors de la bataille de Campbell's Station le 16 novembre, les Fédéraux échappent aux troupes de Longstreet. Cette situation est due à la fois à la mauvaise performance de Law, qui expose sa brigade à l'ennemi et ainsi ruine ce qui est censé être une attaque surprise et à la retraite habile de Burnside. Les Confédérés doivent également composer avec des routes boueuses et une pénurie dans le ravitaillement.
Burnside s'installe dans des retranchements autour de la ville, que Longstreet assiège. Longstreet apprend que Bragg a été vaincu à Chattanooga le 25 novembre et que les hommes du major général William Tecumseh Sherman marchent pour soulager Burnside. Il décide de risquer une attaque frontale sur les retranchements de l'Union avant leur arrivée. Le 29 novembre, il envoie ses troupes à la bataille de Fort Sanders. L'attaque est repoussée et Longstreet est contraint de battre en retraite. Lorsque Grant bat Bragg, Longstreet reçoit l'ordre de joindre ses forces à celles de l'armée du Tennessee dans le nord de la Géorgie. Il refuse et commence à retourner en Virginie, bientôt poursuivi par Sherman. Longstreet bat les troupes fédérales lors de la bataille de Bean's Station le 14 décembre. Le plus grand effet de cette campagne est de priver Bragg des troupes dont il avait cruellement besoin à Chattanooga. Le deuxième commandement indépendant de Longstreet (après Suffolk) est un échec et sa confiance en lui est entamée. Il réagit à l'échec de la campagne en rejetant la faute sur les autres. Il relève Lafayette McLaws de son commandement et demande la comparution en cour martiale de Jerome Bonaparte Robertson et d'Evander M. Law. Il soumet également une lettre de démission à l'adjudant général Samuel Cooper le 30 décembre 1863, mais sa demande d'être relevé est rejetée,. Bragg est relevé de son commandement et remplacé par Joseph E. Johnston le 27 décembre.
Longstreet établit ses quartiers d'hiver à Russellville et Morristown. Il tente de maintenir les communications avec l'armée de Lee en Virginie, mais les raids de cavalerie du brigadier général William Woods Averell détruisent les voies ferrées, l'isolant et le forçant à ne compter que sur l'est du Tennessee pour se ravitailler. Le corps de Longstreet subit un hiver rigoureux, avec des abris et des provisions inadéquats. Plus de la moitié des hommes n'ont ainsi pas de chaussures. Écrivant au quartier-maître général de Géorgie, Ira Roe Foster (en), le 24 janvier 1864, Longstreet note : « Il y a cinq brigades de Géorgie dans l'est du Tennessee […] qui ont toutes le même besoin de chaussures, de vêtements de toutes sortes et de couvertures. Tout ce que vous pourrez envoyer sera reçu avec gratitude ».
En février 1864, les lignes de communication sont réparées. Une fois le temps plus clément, les hommes de Longstreet marchent vers le nord jusqu'à l'armée de Virginie du Nord à Gordonsville.

### Bataille de la Wilderness, siège de Petersburg et campagne d'Appomattox

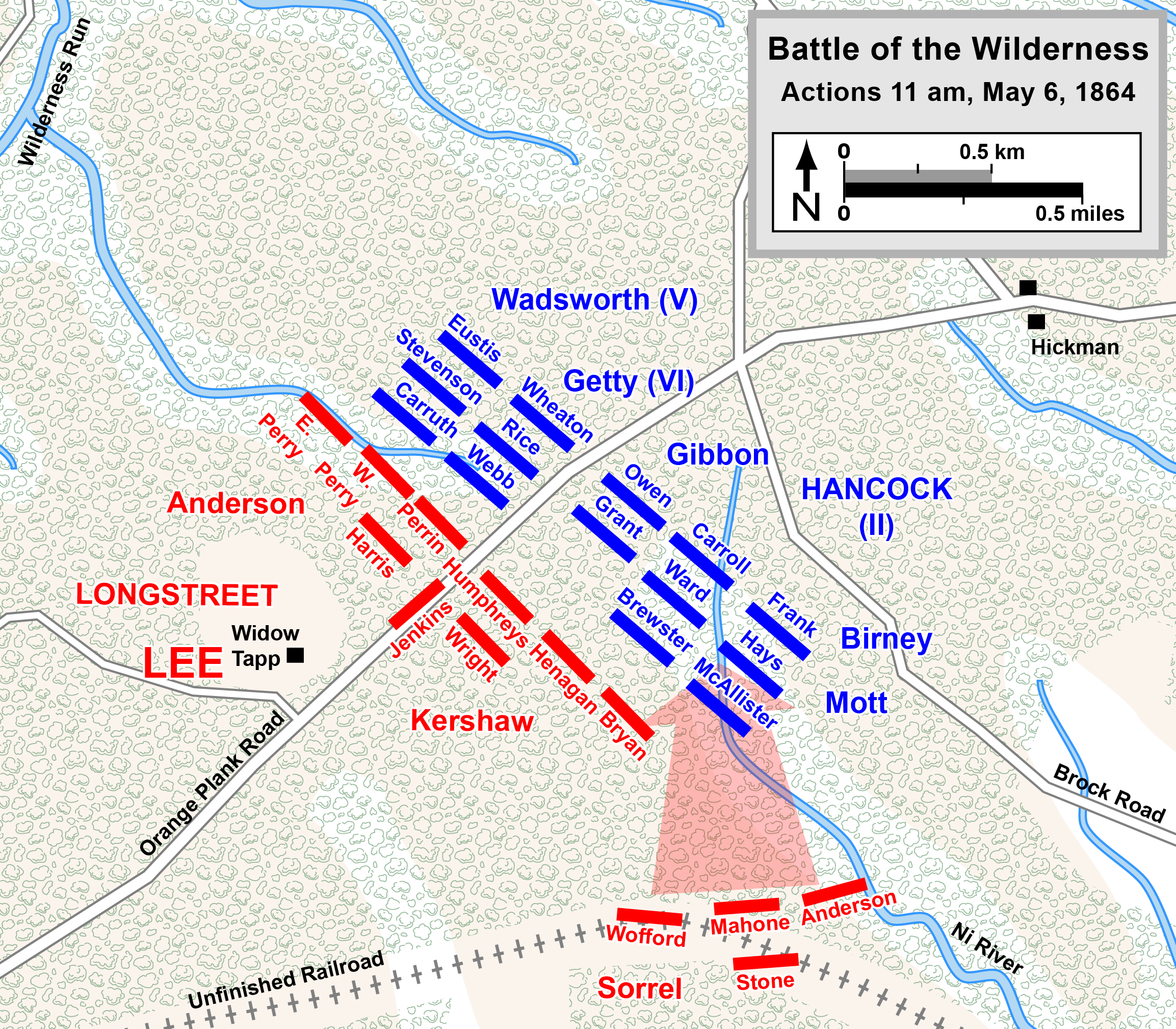
L'attaque de Longstreet lors de la bataille de la Wilderness,le 6 mai 1864, peu avant qu'il soit blessé.

En mars, Longstreet rejoint l'armée de Virginie du Nord. Lee lui présente un plan pour une offensive conjointe de Joseph E. Johnston et de Longstreet dans le Kentucky. Longstreet rend le plan plus audacieux en ajoutant 20 000 hommes sous les ordres du général Pierre Gustave Toutant de Beauregard, dont le quartier général se trouve en Caroline du Sud. Toutefois, le plan se heurte à la désapprobation du président Jefferson Davis et de son nouveau conseiller militaire, Braxton Bragg, et Longstreet reste en Virginie,.
Longstreet découvre que son vieil ami Ulysses S. Grant est nommé général en chef de l'armée de l'Union, avec un quartier général sur le terrain aux côtés de l'armée du Potomac. Longstreet déclare à ses collègues officiers « [qu']il nous combattra chaque jour et chaque heure jusqu'à la fin de la guerre ». Longstreet contribue à sauver l'armée confédérée de la défaite lors de sa première bataille avec l'armée de Lee, la bataille de la Wilderness, en mai 1864. Après que Grant se déplace au sud de la rivière Rapidan pour tenter de prendre Richmond, Lee a l'intention de retarder la bataille pour donner aux 14 000 hommes de Longstreet le temps d'arriver. Grant perturbe ces plans en l'attaquant le 5 mai, et le combat n'est pas concluant. Le lendemain matin, à 5 h, Winfield Scott Hancock mène deux divisions dans une attaque féroce contre le corps d'Ambrose Powell Hill, repoussant les hommes sur 3,2 kilomètres. Pendant ce temps, les hommes de Longstreet arrivent. Ils profitent d'une ancienne plate-forme construite pour une voie ferrée hors d'usage pour se faufiler dans une zone densément boisée sans se faire remarquer avant de lancer une puissante attaque de flanc.
Les hommes de Longstreet avancent le long de l'Orange Plank Road contre le IIe Corps et, en 2 h, le chassent presque du champ de bataille. Il met au point des tactiques pour faire face aux difficultés du terrain, ordonnant l'avancée de six brigades via des lignes de tirailleurs, ce qui permet à ses hommes de tirer en continu sur l'ennemi tout en limitant la capacité de riposte par l'espacement entre les hommes. L'historien Edward Steere attribue une grande partie du succès de l'armée à « la démonstration du génie tactique de Longstreet qui a plus que compensé sa disparité en termes de force numérique ». Après la guerre, Hancock dit à Longstreet à propos de cette manœuvre de flanc : « Vous m'avez roulé comme une couverture mouillée ».
Au cours de l'assaut, Longstreet est blessé par un tir ami à seulement 6,4 kilomètres de l'endroit où Thomas Jonathan Jackson a été accidentellement blessé presque exactement un an plus tôt au cours de la campagne de Chancellorsville. Une balle lui traverse l'épaule, lui sectionne les nerfs et lui faisant une entaille à la gorge. Micah Jenkins, qui chevauche avec Longstreet, est également touché et meurt de ses blessures. L'élan de l'attaque retombe. Alors qu'il est évacué du champ de bataille, Longstreet exhorte Lee à poursuivre l'attaque. Au lieu de cela, Lee retarde tout nouveau mouvement jusqu'à ce que les unités puissent être réalignées, donnant ainsi aux défenseurs de l'Union le temps nécessaire pour se réorganiser. L'attaque qui s'ensuit est un échec. Alexander analyse la situation de cette manière : « J'ai toujours pensé que, sans la chute de Longstreet, la panique qui s'était installée dans le [IIe] Corps de Hancock se serait étendue et aurait contraint Grant à reculer sur le Rapidan ».
Longstreet est remplacé à la tête de son corps par Richard Heron Anderson. Il ne participe pas à la campagne du printemps et de l'été 1864, où son habileté à diriger l'armée manque cruellement à Lee. Sans lui, l'armée confédérée affronte Ulysses S. Grant à la bataille de Spotsylvania et est assiégée par les forces de l'Union lors du siège de Petersburg. Le 1er mai, il est confirmé comme épiscopalien, soigné à Lynchburg, en Virginie, et récupère à Augusta, en Géorgie, chez sa cousine Emma Eve Longstreet Sibley, la fille du frère de son père, Gilbert. Pendant son séjour à Augusta, il participe aux funérailles de Leonidas Polk à l'église Saint-Paul, en jetant de la terre sur le cercueil. Il rejoint Lee en octobre 1864, le bras droit paralysé et en écharpe, incapable de monter à cheval au début. Il apprend à écrire de la main gauche, en étirant périodiquement son bras comme le lui conseillent les médecins, et il retrouve l'usage de sa main droite dans les années qui suivent. À cette époque, l'état-major de Longstreet subit des changements majeurs, le plus important étant le transfert de Gilbert Moxley Sorrel, chef d'état-major de Longstreet, au commandement d'une brigade. Il est remplacé par le major Osmun Latrob,. Pendant le reste du siège de Petersburg, Longstreet commande les défenses devant la capitale Richmond, y compris toutes les forces au nord de la James River et la division de George Pickett à Bermuda Hundred. Il se retire avec Lee lors de la campagne d'Appomattox, commandant les Premier et Troisième Corps, à la suite de la mort d'Ambrose Powell Hill le 2 avril,,.
Alors que l'armée de Lee tente de s'échapper vers Farmville, Longstreet est engagé à la bataille de Sayler's Creek le 6 avril. Les Confédérés ne parviennent pas à atteindre la ville, mais avec l'aide des troupes de Richard Heron Anderson et de Richard Stoddert Ewell, ils réussissent à empêcher les troupes de l'Union de bloquer le dernier chemin de fuite de l'armée. La bataille se termine en désastre, avec près de 7 000 hommes tués, blessés ou capturés sur les 10 000 soldats confédérés engagés. Le 7 avril, l'armée de Lee ne compte plus que 25 000 hommes, contre près de 40 000 le 31 mars. Un groupe d'officiers confédérés, dont William Nelson Pendleton, le chef de l'artillerie, conclut que le moment est venu de demander à Lee d'entamer des négociations en vue de la reddition de l'armée. Pendleton demande à Longstreet d'intercéder auprès de Lee, mais celui-ci refuse en déclarant : « Si le général Lee ne sait pas quand se rendre jusqu'à ce que je le lui dise, il ne le saura jamais ». Pendleton s'adresse à Lee, qui est en communication avec Grant au sujet de la reddition. Lee refuse la reddition de l'armée et tient sa dernière conférence de guerre dans la nuit du 8 avril. Il est décidé qu'à l'aube, Longstreet retiendrait les troupes de l'Union pendant que John Brown Gordon mènerait une fuite vers Lynchburg, puis couvrirait sa retraite. Lors de la bataille d'Appomattox Court House ce matin-là, Longstreet est fortement engagé avec le IIe corps de l'Union sous les ordres d'Andrew Atkinson Humphreys. Les troupes de Gordon sont encerclées et il demande des renforts que Longstreet ne peut pas fournir. Lee n'a d'autre choix que de rencontrer Grant pour discuter de la reddition.
Lee craint que son refus de rencontrer Grant pour discuter des conditions de la reddition à la première demande de ce dernier ne l'incite à exiger des conditions plus sévères. Longstreet lui fait part de sa conviction que Grant les traiterait équitablement. Alors que Lee chevauche vers l'Appomattox Court House le 9 avril, Longstreet déclare que si Grant formule des exigences trop fortes, il doit « interrompre l'entretien et dire au général Grant de faire le pire »,. Après la reddition de Lee, Longstreet arrive à McLean House, où Grant l'accueille joyeusement. Il lui offre un cigare et l'invite à jouer aux cartes. « Pourquoi des hommes qui sont nés pour être frères se battent-ils ? Toute sa salutation et sa conduite envers nous étaient comme si rien ne s'était jamais produit pour entacher nos relations agréables », déclare Longstreet à un journaliste.

## Après la guerre

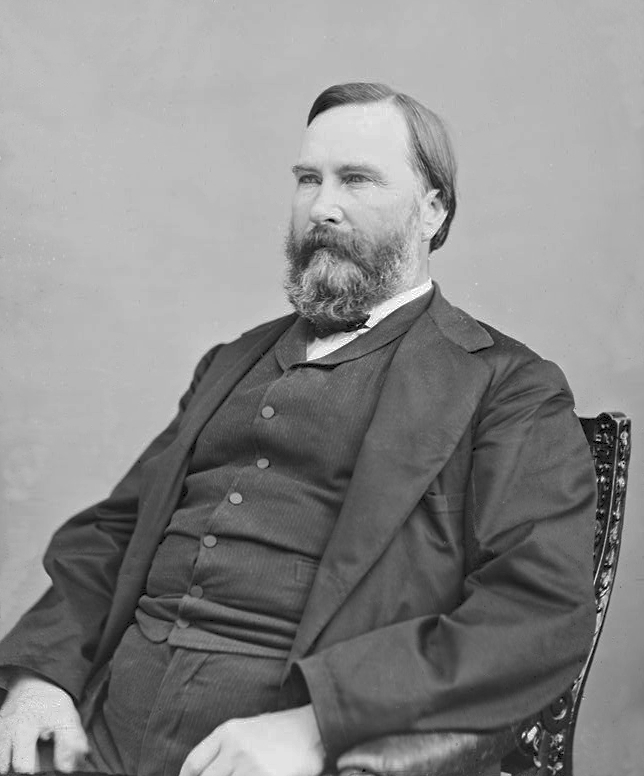
James Longstreet après la guerre, dans un portrait de Mathew Brady.

Le 7 juin 1865, Lee, Longstreet et d'autres anciens officiers confédérés sont inculpés par un grand jury à Norfolk, en Virginie, pour trahison envers les États-Unis, un crime passible de la peine de mort. Ulysses S. Grant s'y oppose et se rend à la Maison-Blanche, expliquant au président des États-Unis Andrew Johnson que ces hommes sont en liberté conditionnelle et protégés par les termes de la capitulation d'Appomattox. Lorsque Grant menace de démissionner, Johnson fait marche arrière et, le 20 juin, le procureur général des États-Unis James Speed ordonne au procureur des États-Unis à Norfolk d'abandonner les poursuites pour trahison.
Longstreet et sa famille s'installent à La Nouvelle-Orléans, ville très prisée des anciens généraux confédérés. Il se lance dans le courtage du coton et devient président de la Southern and Western Life and Accident Insurance Company. Il brigue la présidence de la Mobile and Ohio Railroad mais n'y parvient pas et échoue également dans sa tentative d'obtenir des investisseurs pour un projet de chemin de fer entre La Nouvelle-Orléans et Monterrey, au Mexique. Avec le soutien de Grant, il demande la grâce de Johnson mais ce dernier refuse, déclarant à Longstreet : « Il y a trois personnes du Sud qui ne pourront jamais être amnistiées : M. [Jefferson] Davis, le général [Robert] Lee et vous-même. Vous avez causé trop d'ennuis à l'Union »,.
Longstreet demande au Sud d'accepter la Reconstruction et de se plier aux lois fédérales, notamment celles qui abolissent l'esclavage (Treizième amendement de la Constitution des États-Unis) et accordent la citoyenneté aux Noirs (Quatorzième amendement de la Constitution des États-Unis). Il encourage les Blancs du Sud à adhérer au Parti républicain, fortement marqué par le Nord, arguant que s'ils ne le font pas, l'aile sudiste du parti sera exclusivement dominée par les Noirs, tandis que l'adhésion des Blancs au parti permettra de contrôler le vote des Noirs. En juin 1868, le Congrès des États-Unis, contrôlé par les républicains radicaux, adopte une loi qui accorde le pardon et rétablit les droits politiques de nombreux anciens officiers confédérés, dont Longstreet. Longstreet rejoint les Républicains ou, comme les Sudistes les appelaient parfois, les « Républicains noirs ». Il soutient Grant lors de l'élection présidentielle américaine de 1868, assiste à son investiture (en) à Washington et, six jours plus tard, est nommé par Grant inspecteur des douanes à La Nouvelle-Orléans. Le poste est assorti d'un salaire annuel de 6 000 dollars et Longstreet est confirmé par le Sénat des États-Unis par 25 voix contre 10. Pour ces actes, il perd la faveur de nombreux Sudistes blancs, qui le considèrent comme un traître pour avoir soutenu ceux qu'ils considèrent comme des occupants oppressifs. Son vieil ami Daniel Harvey Hill écrit à un journal : « Notre scalawag est le lépreux local de la communauté ». Contrairement aux Nordistes qui ont déménagé au Sud et ont parfois été appelés « carpetbaggers », écrit Hill, Longstreet « est un natif, ce qui est bien pire ». Longstreet ne bat pas en retraite face à la critique. Il soutient activement Henry C. Warmoth, le gouverneur républicain de Louisiane et ancien officier de l'Union. En mai 1870, Warmoth le nomme adjudant général de la milice de l'État de Louisiane. Environ un mois plus tard, il est nommé président de la New Orleans and Northeastern Railroad, nouvellement créée. Le 8 janvier 1872, Longstreet est nommé major général de la milice d'État et chargé du commandement de toutes les forces de milice et de police de La Nouvelle-Orléans. Peu après, il démissionne de ses postes d'inspecteur des douanes et de président de l'entreprise de chemin de fer, puis, en avril, de son poste d'adjudant général de la milice.
Les auteurs de la Cause perdue, un mouvement qui glorifie la cause sudiste et dénonce la Reconstruction, attaquent la carrière militaire de Longstreet pendant de nombreuses années après sa mort. Les auteurs modernes attribuent ces critiques à l'acceptation par Longstreet de la défaite et à ses accommodements avec le parti républicain et les Noirs affranchis. Les attaques commencent officiellement le 19 janvier 1872, date anniversaire de la naissance de Lee et moins de deux ans après sa mort. Jubal Anderson Early, dans un discours prononcé au Washington College, disculpe Lee de la défaite de Gettysburg. Il accuse Longstreet d'avoir attaqué tardivement le deuxième jour et le tient pour responsable de la débâcle du troisième. L'année suivante, William Nelson Pendleton prétend au même endroit que Longstreet a désobéi à l'ordre explicite d'attaquer au lever du soleil le 2 juillet. Le soi-disant ordre du lever du soleil est cependant une invention,.

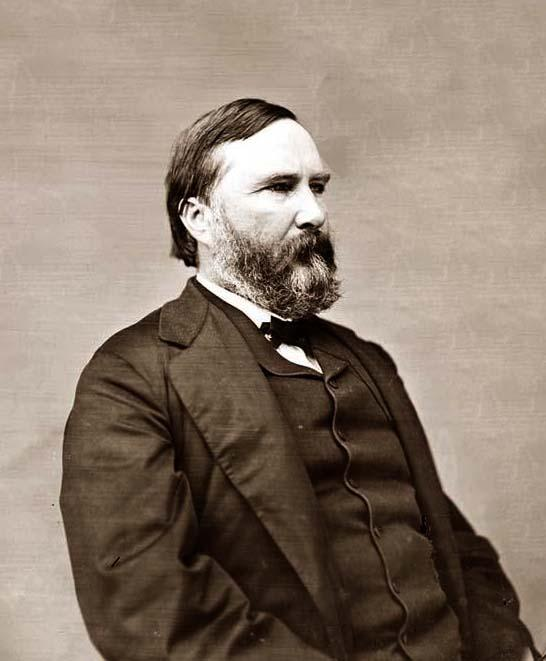
James Longstreet après guerre.

En avril 1873, Longstreet envoie une force de police sous les ordres du colonel Theodore W. DeKlyne à Colfax, en Louisiane, pour aider le gouvernement local et ses partisans majoritairement noirs à se défendre contre une insurrection de suprémacistes blancs. DeKlyne n'arrive que le 14 avril, un jour après le massacre de Colfax. La tâche de ses hommes consiste principalement à enterrer les Noirs qui ont été tués et à tenter d'arrêter les coupables. Au cours des protestations contre les irrégularités électorales en 1874, appelées la « bataille de Liberty Place », une force armée de 8 400 membres de la White League, anti-Reconstructionniste, marche vers un bâtiment représentant le pouvoir à La Nouvelle-Orléans, qui est alors la capitale de la Louisiane, après que le républicain William P. Kellogg est déclaré vainqueur d'une élection pour le poste de gouverneur serrée et fortement contestée. Longstreet commande une force de 3 600 policiers métropolitains, policiers municipaux et miliciens afro-américains, armés de deux mitrailleuses Gatling et d'une batterie d'artillerie. Il se rend à la rencontre des manifestants, mais est tiré de son cheval, touché par une balle perdue et fait prisonnier. La White League charge, provoquant la fuite ou la reddition de nombreux hommes de Longstreet. Les pertes totales s'élèvent à 38 morts et 79 blessés. Les troupes fédérales envoyées par le président Grant doivent rétablir l'ordre. L'utilisation par Longstreet de troupes noires armées pendant les troubles augmente les dénonciations des anti-Reconstructionnistes.
En 1875, Longstreet commence à contester les critiques concernant son bilan militaire, exigeant des preuves de la part de Pendleton et des officiers d'état-major de Lee. À ce moment-là, ces accusations ainsi que la colère contre lui pour son utilisation de troupes noires en Louisiane avaient détruit sa réputation. Longstreet publie une série d'articles défendant son bilan martial, tout en devenant populaire auprès des Nordistes, qui apprécient son soutien à la Reconstruction et ses éloges à l'égard de Grant. Tout au long des années 1880 et 1890, Longstreet prononce souvent des discours dans le Nord, souvent en présence d'anciens combattants de l'Union, et est accueilli favorablement. Une grande cérémonie a lieu à Atlanta en 1886 pour marquer le 25e anniversaire de la bataille de Fort Sumter. Longstreet n'est pas invité, mais il s'y rend tout de même. Il est embrassé par Jefferson Davis et la foule l'acclame.
En 1875, la famille Longstreet quitte La Nouvelle-Orléans pour des raisons de santé et de sécurité et retourne à Gainesville, en Géorgie. À cette époque, Louise a donné naissance à dix enfants, dont cinq atteignent l'âge adulte. Longstreet continue de siéger au conseil scolaire de la ville et comme administrateur de l'université de Louisiane, qui deviend plus tard l'université Tulane. En mars 1877, lors d'un de ses fréquents voyages d'affaires à La Nouvelle-Orléans, Longstreet se convertit au catholicisme et reste un fervent croyant jusqu'à sa mort. Le père Abram Joseph Ryan (en), auteur de The Conquered Banner (en), encourage Longstreet à se convertir, l'assurant qu'il sera accueilli à bras ouverts s'il entre dans l'Église,.

## Fin de sa vie

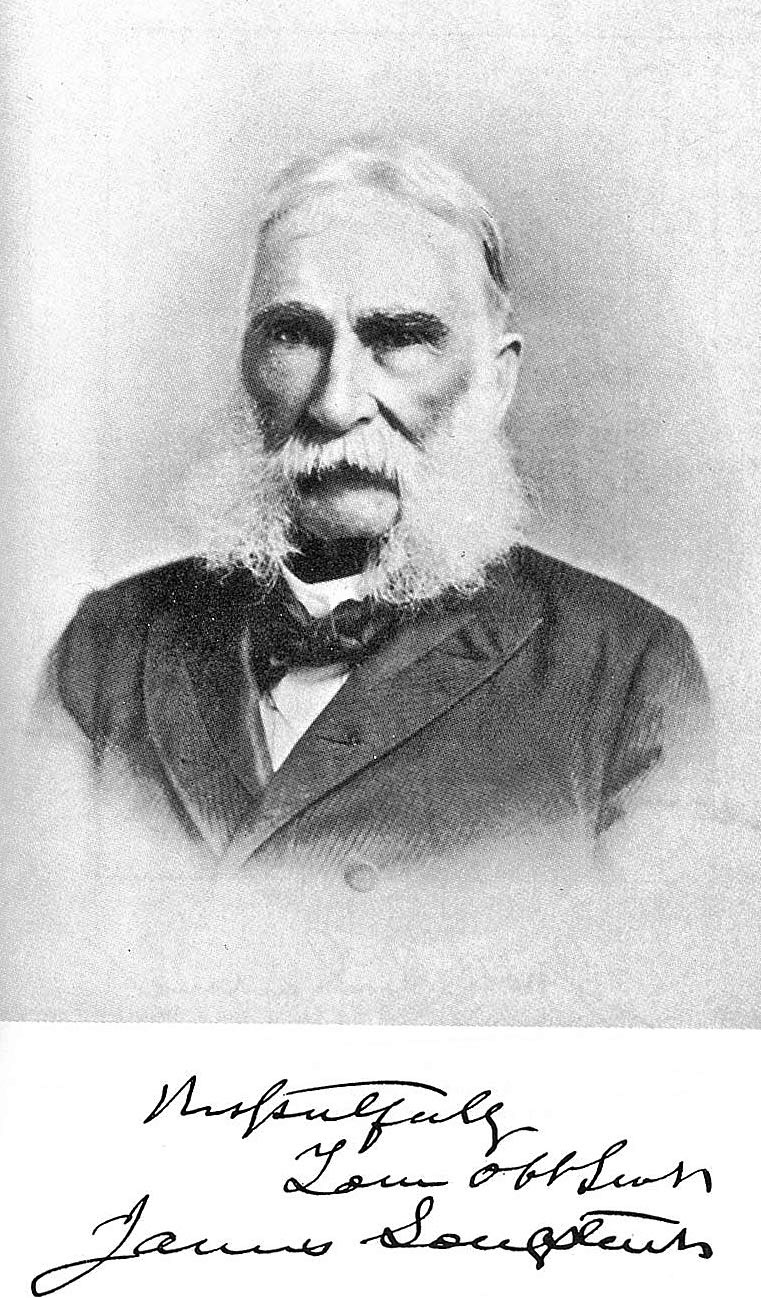
James Longstreet vers la fin de sa vie (1896), affichant des rouflaquettes.

Longstreet postule à divers emplois sous l'administration de Rutherford B. Hayes (1877-1881) et est brièvement pressenti pour devenir Secrétaire à la Marine des États-Unis. Il occupe brièvement les fonctions de receveur adjoint des impôts et de receveur des postes de Gainesville. La principale ambition de Longstreet est de devenir Marshal de Géorgie. Le président Hayes nomme Longstreet ambassadeur américain auprès de l'Empire ottoman, du 14 décembre 1880 au 29 avril 1881. Longstreet souffre du coût élevé de la vie à Constantinople. Cela l'empêche de faire venir sa famille, et les activités qu'il doit assurer le laissent dans une situation financière pire qu'à son arrivée. Sa seule réussite connue est d'avoir convaincu le sultan Abdülhamid II de revenir sur sa position interdisant aux archéologues américains d'entreprendre des recherches dans les territoires ottomans. Il obtient un congé de soixante jours pour faire le tour de l'Europe avant d'être rappelé selon ses propres désirs lorsque le poste de Marshal se libère,,.
Longstreet est Marshal de Géorgie de 1881 à 1884, mais le retour d'une administration démocrate sous Grover Cleveland en 1885 met fin à sa carrière politique et il prend une semi-retraite dans une ferme près de Gainesville, où il élève des dindes et plante des vergers et des vignobles sur un terrain en terrasses que ses voisins appelaient en plaisantant « Gettysburg ». Le 9 avril 1889, un incendie dévastateur détruit sa maison et une grande partie de ses biens, notamment ses papiers et souvenirs. En décembre de la même année, Louise Longstreet meurt.
Longstreet réfute les critiques d'autres Confédérés dans ses mémoires, From Manassas to Appomattox, un travail de cinq ans publié en 1896. Piston décrit la prose comme « divertissante, bien qu'occasionnellement laborieuse ». Dans le livre, Longstreet fait l'éloge de plusieurs officiers de la guerre de Sécession mais en dénigre fréquemment d'autres, en particulier ses détracteurs d'après-guerre Jubal Anderson Early et Fitzhugh Lee. Il exprime son affection personnelle pour Lee, mais critique parfois sa stratégie. Piston estime que la qualité du livre est diminuée par l'amertume et le manque d'objectivité. Il n'a ainsi guère modifié l'opinion des adversaires de Longstreet.
De 1897 à 1904, sous les présidents William McKinley et Theodore Roosevelt, Longstreet est commissaire américain aux chemins de fer, succédant à Wade Hampton III. En 1897, à l'âge de 76 ans, Longstreet épouse Helen Dortch (en), une bibliothécaire de 34 ans, lors d'une cérémonie organisée au manoir du gouverneur à Atlanta. Bien que les enfants de Longstreet réagissent mal à ce mariage, Helen est devenue une épouse dévouée et une fervente défenseure de l'héritage de son mari après sa mort. Elle lui survit 58 ans, mourant en 1962,. En 1898, Longstreet, alors âgé de 77 ans, se porte volontaire pour diriger les troupes américaines à Cuba pendant la guerre hispano-américaine. Les dernières années de Longstreet sont marquées par une mauvaise santé et une surdité partielle. En 1902, il souffre de rhumatismes importants et ne peut rester debout plus de quelques minutes à la fois. En janvier 1903, son poids passe d'environ 91 à 62 kilogrammes. En décembre, il subit une radiothérapie à Chicago pour traiter un cancer de l'œil droit. Il contracte une pneumonie et meurt à Gainesville le 2 janvier 1904. L'évêque Benjamin Joseph Keiley (en), qui avait servi sous Longstreet, organise la cérémonie lors de ses funérailles. Longstreet est enterré au cimetière Alta Vista à Gainesville. Il survit à la plupart de ses détracteurs et est l'un des rares officiers généraux de la guerre de Sécession à vivre au XXe siècle,.

## Postérité

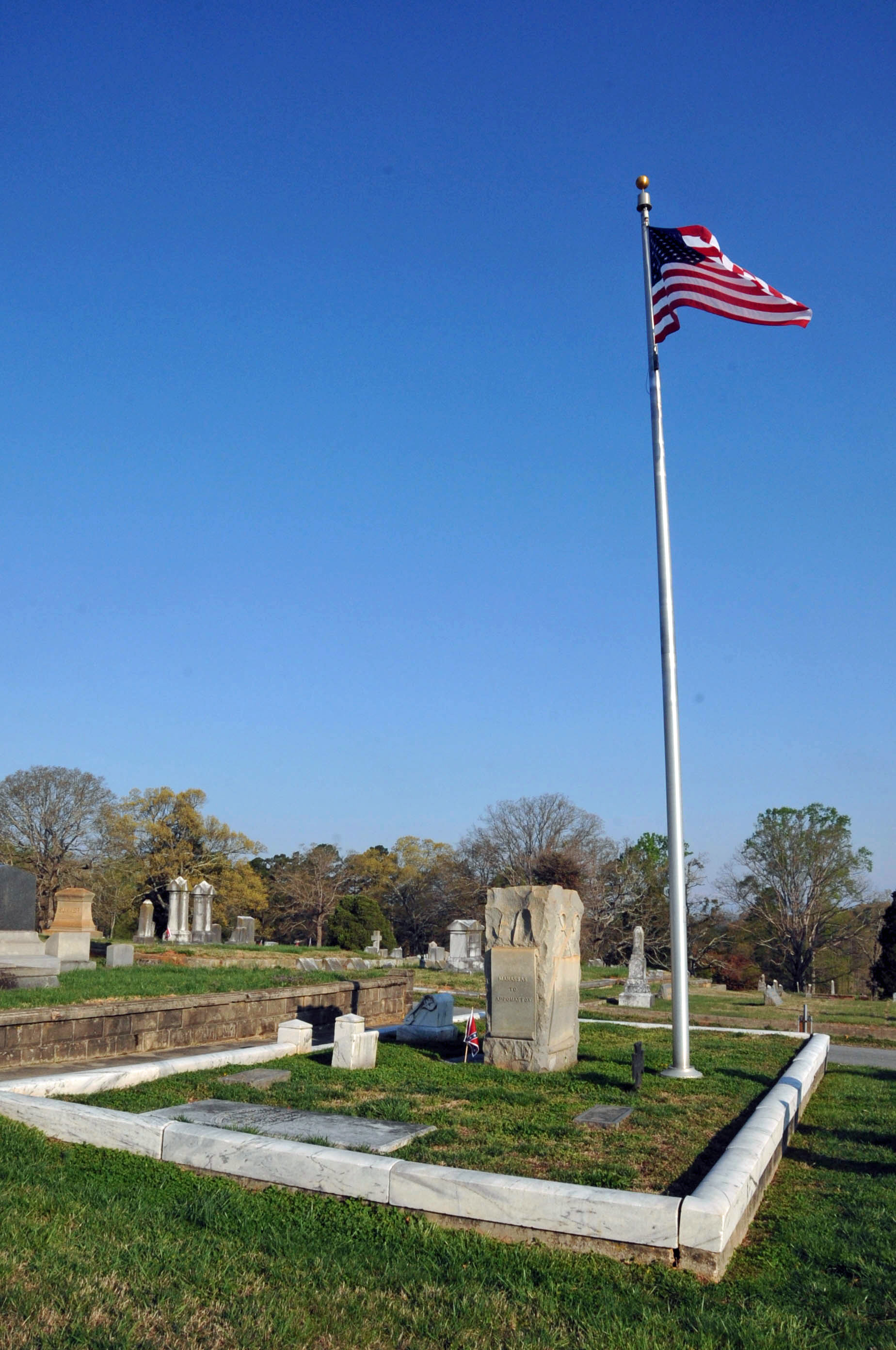
La tombe de Longstreet au cimetière d'Alta Vista de Gainesville, en Géorgie.

### Réputation historique
Longstreet fait l'objet d'attaques vigoureuses sur son bilan pendant la guerre de Sécession à partir des années 1870 et après sa mort. Sa veuve publie Lee and Longstreet at High Tide (1904) pour le défendre et déclare que « le Sud a été séditieusement enseigné à croire que la victoire fédérale était entièrement le résultat fortuit de la désobéissance coupable du général Longstreet ».
Dans la première moitié du XXe siècle, Douglas Southall Freeman maintient la critique de Longstreet au premier plan des études sur la guerre de Sécession dans sa biographie de Robert Lee, R.E. Lee : A Biography (1936). Parlant de la bataille de Gettysburg le 2 juillet 1863, il écrit : « La bataille se décidait à cette heure même dans l'esprit de Longstreet, qui dans son camp, à quelques kilomètres de là, se rongeait les sangs dans le ressentiment maussade que Lee avait rejeté son plan si longtemps chéri d'une offensive stratégique et d'une défensive tactique ». Il qualifie la performance de Longstreet de si léthargique que « l'on s'est souvent demandé pourquoi Lee ne l'avait pas arrêté pour insubordination ou ne l'avait pas traduit devant une cour martiale ». Freeman modère ses opinions dans son ouvrage Lee's Lieutenants : a Study in Command (1946), où il déclare que « l'attitude de Longstreet était erronée mais son instinct était correct. Il aurait dû obéir aux ordres, mais l'ordre n'aurait pas dû être donné ». Clifford Dowdey (en), journaliste et romancier de Virginie, se distingue par ses critiques sévères à l'égard de Longstreet dans les années 1950 et 1960.
En 1974, Michael Shaara publie le roman The Killer Angels (1974) sur la bataille de Gettysburg, basé en partie sur les mémoires de Longstreet. En 1993, le livre est adapté en film, Gettysburg (1993). Longstreet est dépeint de manière très favorable dans les deux, améliorant de manière significative son statut dans l'imagination populaire. God and General Longstreet (1982) améliore également la vision sur Longstreet « par une attaque sur Lee, la Cause perdue et les révisionnistes de Virginie ». En 1993, Jeffry D. Wert (en) publie une nouvelle biographie de Longstreet, affirmant que ce dernier est « le meilleur commandant de corps dans l'Armée de Virginie du Nord ; en fait, il était sans doute le meilleur commandant de corps dans le conflit de chaque côté ». L'historien militaire Richard L. DiNardo écrit : « Même les critiques les plus virulents de Longstreet ont admis qu'il avait mis en place le meilleur état-major employé par un commandant, et que son chef d'état-major de facto, le lieutenant-colonel G. Moxley Sorrel, était le meilleur officier d'état-major de la Confédération ». Notant que Longstreet déléguait le contrôle des mouvements du champ de bataille à son état-major, DiNardo soutient que cela lui permettait de communiquer plus efficacement pendant les batailles. Les éloges de la conduite politique de Longstreet sont tempérés par le fait qu'il a exhorté les Blancs à accepter la Reconstruction, du moins en partie, afin que les Blancs, et non les Noirs, aient le rôle prééminent dans la reconstruction du Sud. Néanmoins, il a été félicité pour sa volonté de travailler avec le Nord, son soutien au droit de vote des Noirs et sa bravoure à la tête d'une milice partiellement noire pour réprimer une insurrection suprématiste blanche,.

### Mémoriaux

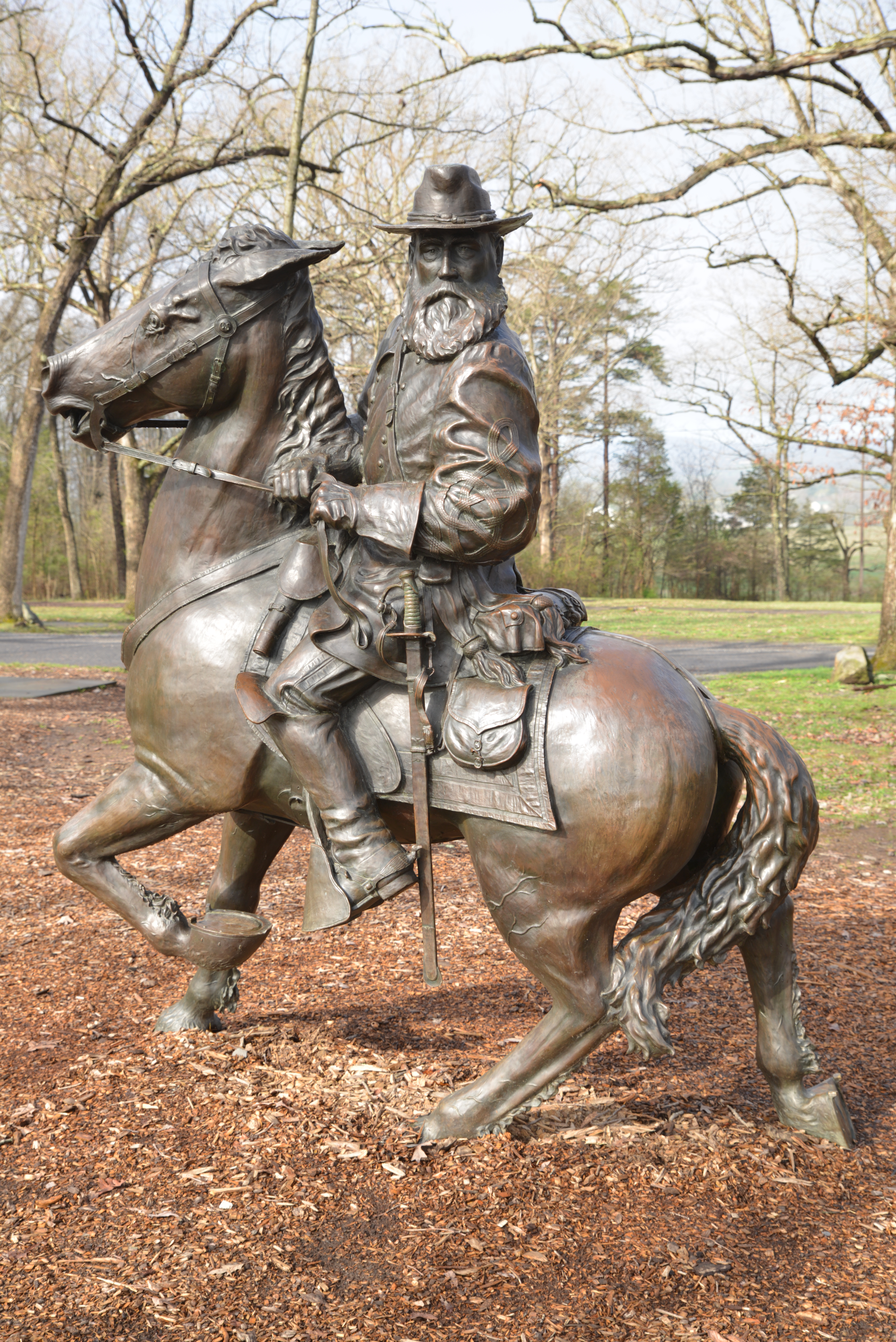
La statue équestre de Longstreet, par le sculpteur Gary Casteel.

Le souvenir de Longstreet est perpétué dans sa ville natale de Gainesville, en Géorgie, par le Longstreet Bridge, une portion de l'U.S. Route 129 qui traverse la rivière Chattahoochee (plus tard endiguée pour former le lac Lanier), et par le chapitre Longstreet des United Daughters of the Confederacy (UDC),.
En 1998, l'un des derniers monuments érigés sur le champ de bataille de Gettysburg (en) est dédié à Longstreet : une statue équestre réalisée par le sculpteur Gary Casteel (en). Il est représenté chevauchant son cheval, Hero, au niveau du sol dans un bosquet d'arbres de Pitzer Woods, contrairement à la plupart des généraux, qui sont élevés sur de hauts socles surplombant le champ de bataille, . Ce faible nombre de statues commémoratives est au moins expliqué par un historien attribue cette situation à la défense par Longstreet des « droits des affranchis », comparant à celle de Nathan Bedford Forrest qui lui était considéré comme « l'ange vengeur » de la suprématie blanche américaine et du mythe de la Cause perdue des États confédérés d'Amérique.
Le Longstreet's Billet, la maison de Russellville dans le Tennessee occupée par Longstreet pendant l'hiver 1863-1864, est aujourd'hui le Longstreet Museum.

### Dans la culture populaire
Longstreet est un personnage mineur dans deux romans de Ben Ames Williams (en), l'un de ses descendants, House Divided (1947) et The Unconquered (1953). Il apparaît comme cadet dans le film La Piste de Santa Fe (1940), où il est interprété par l'acteur Frank Wilcox.
Longstreet joue un rôle important dans le roman de Michael Shaara, The Killer Angels (1974), lauréat du prix Pulitzer, et dans le film Gettysburg (1993), où il est interprété par Tom Berenger. Il figure également dans le roman de Jeff Shaara, fils de Michael Shaara, Gods and Generals (1996), une préquelle au roman de son père centrée sur le théâtre oriental de la guerre de Sécession avant la bataille de Gettysburg. Dans le film God and Generals (2003), il est interprété par Bruce Boxleitner dans un rôle mineur.

### Biographies
- (en) Thomas L. Connelly et Barbara L. Bellows, The Lost Cause and the Southern Mind, Baton Rouge, LSU Press, 1982 (ISBN 0-8071-2014-6, lire en ligne).
- (en) Hamilton J. Eckenrode et Bryan Conrad, James Longstreet : Lee's War Horse, Chapel Hill, University of North Carolina Press, 1999 (1re éd. 1986) (ISBN 978-0-8078-4799-2, lire en ligne).
- (en) Alexander Mendoza, Confederate Struggle For Command : General James Longstreet and the First Corps in the West, College Station, Texas A&M University, 2008 (ISBN 978-1-60344-052-3, lire en ligne).
- (en) William Garrett Piston, Lee's Tarnished Lieutenant : James Longstreet and His Place in Southern History, Athens, University of Georgia Press, 1987 (ISBN 978-0-8203-1229-3, lire en ligne).
- (en) Donald B. Sanger et Thomas Robson Hay, James Longstreet : I. Soldier II. Politician, Officeholder, and Writer, Baton Rouge, Louisiana State University Press, 1952 (OCLC 445168).
- (en) Gordon Sawyer, James Longstreet : Before Manassas & After Appomattox, Gainesville, Sawyer House Publishing, 2005 (ISBN 978-1-61005-525-3).
- (en) Jeffrey D. Wert, General James Longstreet : The Confederacy's Most Controversial Soldier-A Biography, New York, Simon & Schuster, 1993 (ISBN 978-0-671-70921-1, lire en ligne).

### Études spécialisées ou spécifiques

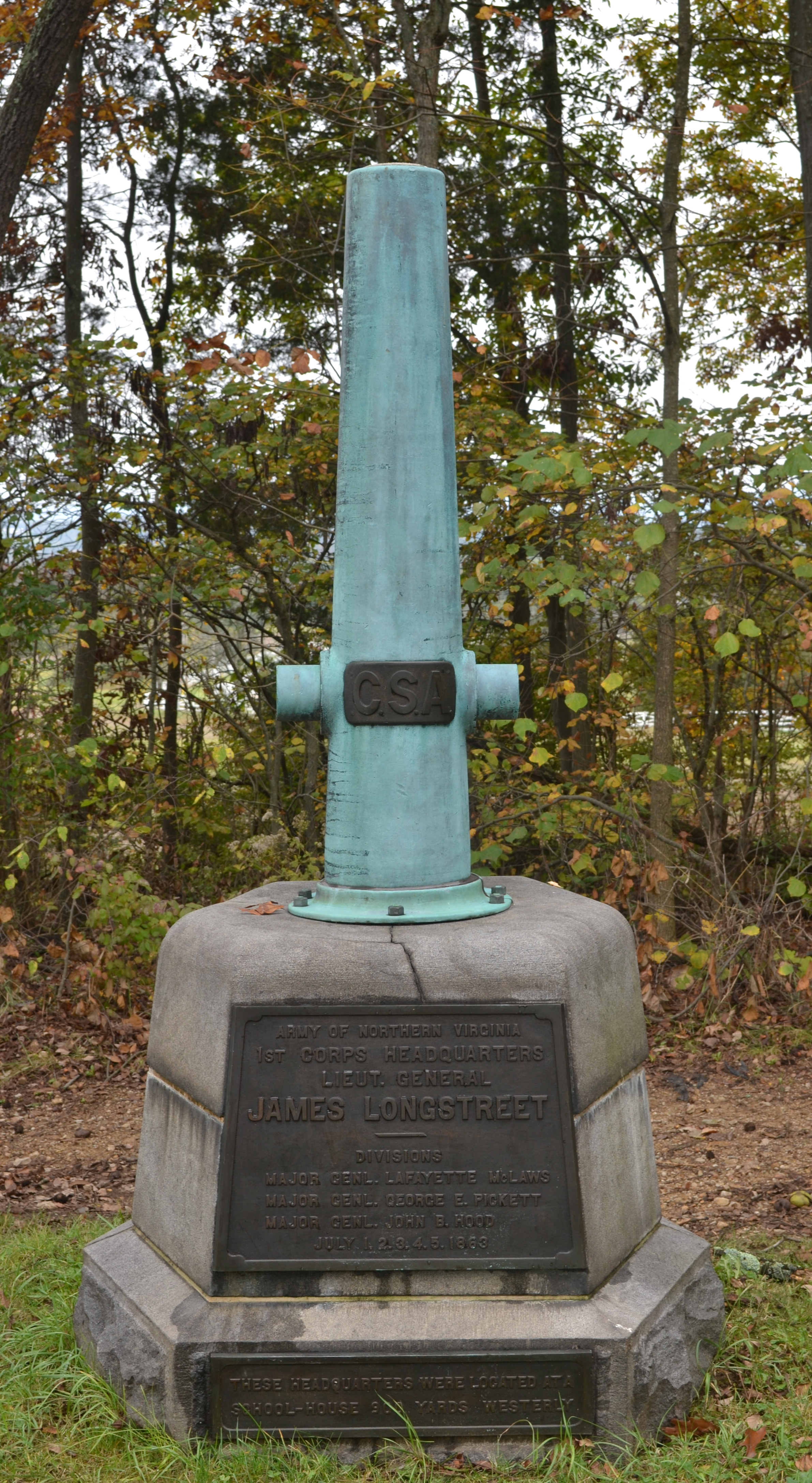
Monument au parc militaire national de Gettysburg, marquant le lieu du quartier général de Longstreet pendant la bataille de Gettysburgh.

- (en) Charles Dickson, Ellis David S. Heidler (dir.) et Janne T. Heidler (dir.), Encyclopedia of the American Civil War : A Political, Social, and Military History, New York, W. W. Norton & Company, 2000 (ISBN 978-0-393-04758-5), « James Longstreet ».
- (en) Brian Burch et Emily Stimpson, The American Catholic Almanac : A daily reader of patriots, saints, rogues, and ordinary people who changed the United States, New York, Crown Publishing Group, 2017 (ISBN 978-0-553-41874-3, lire en ligne).
- (en) David L. Callihan, « Neither Villain Nor Hero : A Reassessment of James Longstreet's Performance at Gettysburg », The Gettysburg Magazine, no 26,‎ janvier 2002.
- (en) Ron Chernow, Grant, New York, Penguin Press, 2017 (ISBN 978-1-59420-487-6, lire en ligne).
- (en) Edwin B. Coddington, The Gettysburg Campaign: A Study in Command, New York, Simon & Schuster, 1968 (ISBN 978-0-684-84569-2, lire en ligne).
- (en) Peter Cozzens, This Terrible Sound : The Battle of Chickamauga, Urbana, University of Illinois Press, 1994 (ISBN 978-0-252-06594-1, lire en ligne).
- (en) John H. Eicher et David J. Eicher, Civil War High Commands, Palo Alto, Stanford University Press, 2001 (ISBN 978-0-8047-3641-1, lire en ligne).
- (en) J. F. C. Fuller, Grant and Lee : A Study in Personality and Generalship, Bloomington, Indiana University Press, 1957 (1re éd. 1932) (ISBN 978-0-253-20288-8, lire en ligne).
- (en) Douglas Southall Freeman, R.E. Lee : A Biography, New York, C. Scribner's Sons, 1936 (ISBN 9780684156293, lire en ligne).
- (en) Gary W. Gallagher, Lee and His Generals in War and Memory, Baton Rouge, Louisiana State University Press, 1998 (ISBN 978-0-8071-2958-6, lire en ligne).
- (en) D. Scott Hartwig, A Killer Angels Companion, Gettysburg, Thomas Publications, 1996 (ISBN 978-0-939631-95-7).
- (en) Herman Hattaway et Archer Jones, How the North Won : A Military History of the Civil War, Urbana, University of Illinois Press, 1983 (ISBN 978-0-252-00918-1, lire en ligne).
- (en) John J. Hennessy, Return to Bull Run : The Campaign and Battle of Second Manassas, New York, Simon & Schuster, 1993 (ISBN 978-0-671-79368-5, lire en ligne).
- (en) Nicholas Lemann, Redemption : The Last Battle of the Civil War, New York, Farrar, Straus and Giroux, 2006 (ISBN 978-0-374-24855-0, lire en ligne).
- (en) John Randolph Poole, Cracker Cavaliers : The 2nd Georgia Cavalry Under Wheeler and Forrest, Macon, Mercer University Press, 2000 (ISBN 978-0-86554-697-4, lire en ligne).
- (en) Gordon C. Rhea, The Battle of the Wilderness, May 5–6, 1864, Baton Rouge, Louisiana State University Press, 1994 (ISBN 978-0-8071-1873-3, lire en ligne).
- (en) Stephen W. Sears, To the Gates of Richmond: The Peninsula Campaign, New York, Houghton Mifflin Harcourt, 2001 (1re éd. 1992) (ISBN 978-0-618-12713-9, lire en ligne).
- (en) Stephen W. Sears, Landscape Turned Red : The Battle of Antietam, New York, Houghton Mifflin, 1983 (ISBN 978-0-618-12713-9, lire en ligne).
- (en) Stephen W. Sears, Lincoln's Lieutenants : The High Command of the Army of the Potomac, New York, Houghton Mifflin, 2017 (ISBN 978-0-544-82625-0, lire en ligne).
- (en) Jean Edward Smith, Grant, New York, Simon & Schuster, 2001 (ISBN 978-0-7432-1701-9, lire en ligne).
- (en) Stephen Z. Starr, The Union Cavalry in the Civil War, vol. III: The War in the West, 1861–1865, Baton Rouge, Louisiana State University Press, 1985 (ISBN 0-8071-1209-7).
- (en) Larry Tagg, The Generals of Gettysburg : The Leaders Of America's Greatest Battle, Cambridge, Da Capo Press, 1998 (ISBN 1-882810-30-9).
- (en) Jon L. Wakelyn, Charles F. Ritter (dir.) et Jon L. Wakelyn (dir.), Leaders of the American Civil War: A Biographical and Historiographical Dictionary, Westport, Greenwood Press, 1998 (ISBN 978-1-57958-112-1, lire en ligne), « James Longstreet ».
- (en) Jack D. Welsh, Medical Histories of Confederate Generals, Kent, Kent State University Press, 1999 (ISBN 978-0-87338-853-5, lire en ligne).
- (en) Stephen J. Whitfield, John David Smith (dir.) et Raymond Arsenault (dir.), The Long Civil War : New Explorations of America’s Enduring Conflict, Lexington, University Press of Kentucky, 2021 (ISBN 978-0-8131-8131-8, lire en ligne).

### Sources primaires

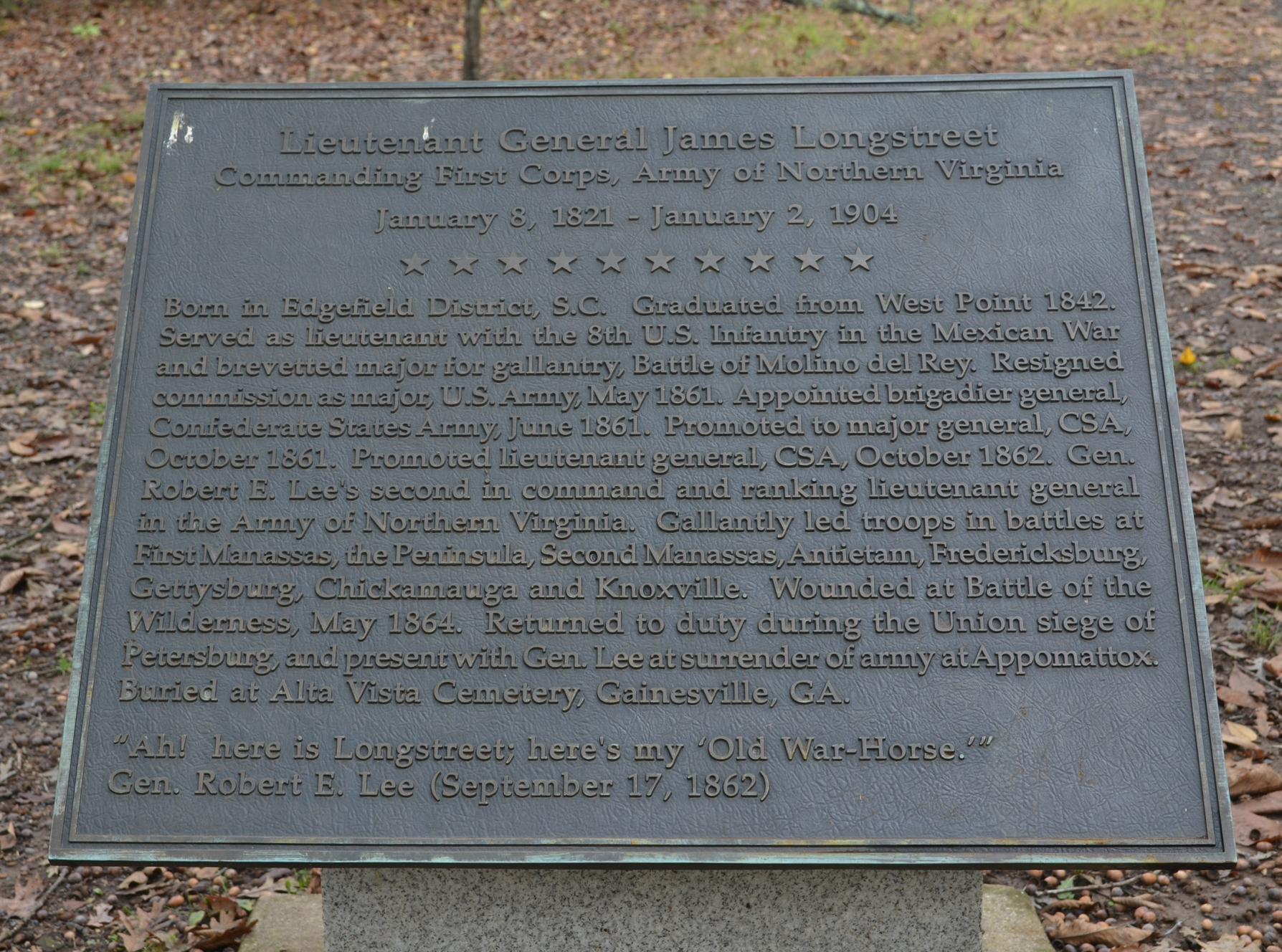
Plaque commémorative de Longtreet sur les lieux de la bataille de Gettysburg.

- (en) Edward P. Alexander et Gary W. Gallagher (dir.), Fighting for the Confederacy : The Personal Recollections of General Edward Porter Alexander, Chapel Hill, University of North Carolina Press, 1989 (ISBN 978-0-8078-1848-0, lire en ligne).
- (en) James Longstreet, From Manassas to Appomattox : Memoirs of the Civil War in America, New York, Mallard Press, 1991 (1re éd. 1896) (ISBN 0-7924-5603-3, lire en ligne).
- (en) Edward A. Pollard, The Lost Cause: A New Southern History of the War of the Confederates : Comprising a Full and Authentic Account of the Rise and Progress of the Late Southern Confederacy—the Campaigns, Battles, Incidents, and Adventures of the Most Gigantic Struggle of the World's History, New York, E.B. Treat & Co., Publishers, 1866 (ISBN 978-0-517-10131-5, OCLC 1190064933, lire en ligne).
- (en) G. Moxley Sorrel, Recollections of a Confederate Staff Officer, New York / Washington, Neale Publishing Company, 1905 (OCLC 566313386, lire en ligne).

### Compléments
- (en) David L. Callihan, « Neither Villain Nor Hero : A Reassessment of James Longstreet's Performance at Gettysburg », The Gettysburg Magazine, no 26,‎ janvier 1992.
- (en) Richard L. DiNardo, James Longstreet : The Man, the Soldier, the Controversy, Conshohocken, Combined Publishing, 1998 (ISBN 978-0-938289-96-8) .
- (en) Douglas Southall Freeman, Lee's Lieutenants : A Study in Command, vol. I, II et III, New York, Scribner, 1946 (ISBN 978-0-684-85979-8).
- (en) Helen Dortch Longstreet, Lee and Longstreet at High Tide : Gettysburg in the Light of the Official Records, Philadelphie, J.B. Lippincott Company, 1904 (ISBN 9780527582005, lire en ligne).
- (en) Cory M. Pfarr, Longstreet at Gettysburg : A Critical Reassessment, Jefferson, McFarland & Co., 2019 (ISBN 978-1-4766-7404-9).
- (en) Elizabeth Varon, Longstreet : The Confederate General Who Defied the South, New York, Simon & Schuster, 2023 (ISBN 978-1-9821-4827-0).